# Théodora (impératrice, épouse de Justinien Ier)
Vous lisez un « bon article » labellisé en 2019.
Pour les articles homonymes, voir Théodora.
Titre
Impératrice byzantine
5 août 527 – 28 juin 548
Théodora (en grec ancien : Θεοδώρα (Theodóra)) est une impératrice byzantine née vers 500 à Chypre ou en Paphlagonie et morte en 548 à Constantinople.
Elle règne conjointement avec son mari Justinien de 527 à 548, et figure parmi les femmes les plus puissantes de l'histoire byzantine.
La jeunesse de Théodora est incertaine et comporte plusieurs zones d'ombres. La principale source sur la première partie de sa vie est l'Histoire secrète, un ouvrage controversé, à la fois violent et érotique, dans lequel il est difficile de distinguer le vrai du faux.
Selon l'auteur, un certain Procope de Césarée, elle serait la fille d'un dresseur d'ours et belluaire, nommé Akakios, qui était attaché à l'hippodrome de Constantinople. Sa mère, dont le nom ne nous est pas parvenu, était une danseuse et comédienne.
Durant sa jeunesse, Théodora est, selon Procope de Césarée, danseuse et courtisane. Lors d'un voyage en Libye puis en Égypte, elle reçoit une solide formation culturelle et religieuse, et acquiert une première expérience de la vie politique à un niveau local. Elle rentre ensuite à Constantinople où elle rencontre Justinien, le futur empereur.
Séduit par la personnalité de Théodora, en qui il voit plus qu'une simple concubine, Justinien décide de l’épouser puis de l'associer au pouvoir. Leur règne conjoint, de 527 à 548, constitue une période de transformations majeures pour l'Empire byzantin. Théodora semble ainsi avoir eu une influence importante sur les réformes législatives de Justinien, notamment dans l'amélioration des droits des femmes. Même si elle ne partage pas les projets d'expansions territoriales de son mari, elle le soutient globalement dans sa politique.
En 532, une révolte majeure éclate à Constantinople, à tel point que Justinien songe à la fuite. Théodora serait alors intervenue pour l’en dissuader, permettant ainsi à son mari de préserver son trône.
Par la suite, l'empereur n'hésite pas à consulter régulièrement sa femme, y compris pour son plan de reconstruction de la capitale à la suite de cette révolte. Du reste, les deux époux laissent l'image d'un couple soudé, malgré quelques divergences comme sur la question des monophysites.
Loin d'exercer le pouvoir de manière solitaire, l'impératrice s'appuie au cours de son règne sur un vaste réseau de relations politiques, au premier rang duquel se trouve sa fidèle collaboratrice Antonina et le chef des eunuques Narsès.
Personnalité aux multiples facettes, elle laisse l'image d'une femme au tempérament affirmé, à la fois habile et impitoyable, et l'une des souveraines les plus influentes de son temps. Son parcours fait partie des exemples les plus remarquables d'ascension sociale.
Ses nombreuses représentations artistiques témoignent de la fascination des auteurs à son égard à travers les siècles. Elle et son mari Justinien sont représentés sur les mosaïques de la basilique Saint-Vital de Ravenne en Italie.

## Historiographie
Les principales sources historiques sur la vie de Théodora sont les œuvres de son contemporain Procope de Césarée, secrétaire du général Bélisaire. L'historien offre trois représentations contradictoires de l'impératrice, l'encensant de son vivant avant de la dénigrer une fois celle-ci décédée.
Son premier ouvrage historique, intitulé Histoires ou Discours sur les Guerres, est écrit du vivant de l'impératrice. Dans les huit tomes qui constituent ce premier ouvrage, Procope se contente d'écrire à la manière d'un historiographe consciencieux, critique sans être excessif. Théodora y est dépeinte sous des traits positifs. Dans celui-ci, il brosse le portrait d'une impératrice courageuse et des plus influentes. Il note en particulier ses ressources culturelles et morales lors des moments difficiles « quand les hommes ne savent plus de quel côté se tourner ».
Son deuxième ouvrage, Sur les monuments, est un livre de propagande du régime impérial, commandé spécialement par Justinien. Procope y couvre d'éloges Justinien et Théodora, qu'il décrit comme un couple pieux et se montre admiratif de l'impératrice, dont il loue la beauté.
Peut-être déçu d'être resté en marge du pouvoir, il rédige entre 548 et 550 un troisième ouvrage, l'Histoire secrète de Justinien, qui ne devait être publié qu'après sa mort, et dans lequel il change brutalement de ton. On y retrouve un auteur désabusé et déçu par les personnages qu'il a côtoyés, à commencer par le couple impérial. Justinien est dépeint comme cruel, vénal, prodigue et incompétent. Procope y déverse également sa haine sur l'impératrice, la qualifiant de « ruine publique de l'espèce humaine ».
Le moine syriaque Jean d'Éphèse mentionne également Théodora dans les Vies des bienheureux orientaux, et indique notamment qu'elle a eu une fille illégitime avant d'épouser Justinien.
D'autres auteurs syriaques appartenant au courant monophysite (Zacharie le Rhéteur, Évagre le Scholastique, l'évêque Jean d'Amide ou le patriarche d'Antioche Michel le Syrien) la présentent comme une « pieuse », une « sainte », ou comme la « dévote » impératrice.

## Jeunesse

### La fille de l'hippodrome

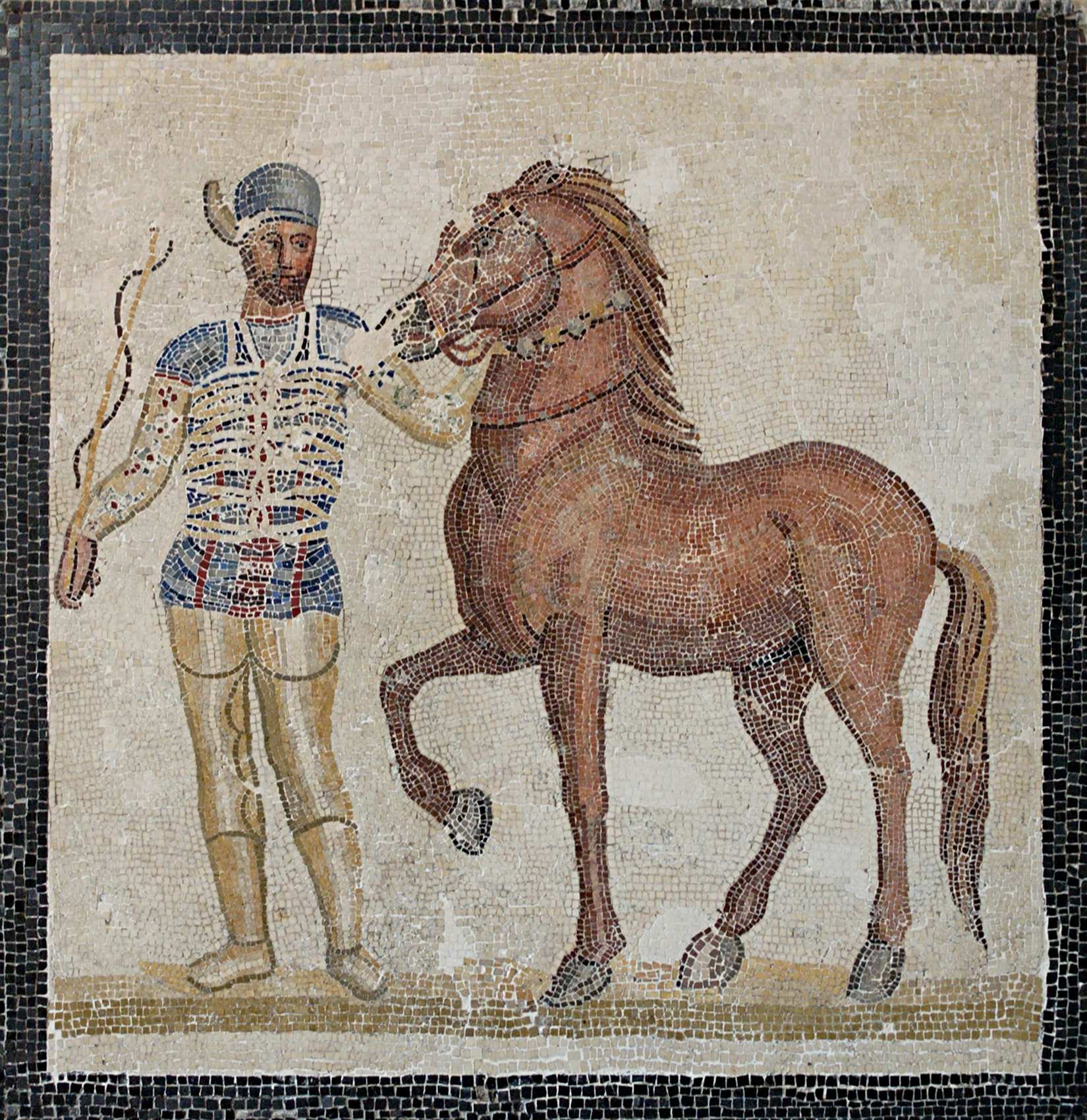
Un aurige de la faction des Bleus avec son cheval de course. Mosaïque de pavement du palais Massimo alle Terme.

À l'image de ses deux sœurs, Comito et Anastasie, Théodora reçoit un prénom à consonance chrétienne. Les radicaux grecs théou dôron peuvent ainsi se traduire par « don de Dieu ». La mortalité infantile étant de l'ordre de cinquante pour cent à l'époque, on peut supposer qu'il s'agit également d'un remerciement pour une grossesse réussie.
Née vers 500 à Constantinople, en Paphlagonie ou sur l'île de Chypre selon les auteurs, elle devient vite orpheline de son père, Akakios, qui meurt brutalement laissant la famille sans ressources. Après la mort d'Akakios vers 503, la mère de Théodora trouve, semble-t-il, un nouveau compagnon qui reprend la fonction de gardien des ours pour la faction des Verts et est responsable devant un certain Astérios. Dès leur plus jeune âge, Comito et Théodora sont autorisées à quitter régulièrement la maison pour se rendre au Kynêgion où leur père puis leur beau-père leur montrent les fauves. Là-bas, elles apprennent à dompter des ours, des chevaux, des chiens ou encore des perroquets colorés importés d'Orient. Pour Théodora, ces visites ressemblent à une formation théâtrale, durant laquelle elle apprend à maîtriser sa posture, ses gestes ou encore à montrer son autorité, des qualités qui lui serviront par la suite. Avec sa sœur, elle participe aux numéros de jonglerie et d'acrobatie qui font patienter les spectateurs entre deux courses de chars ou spectacles de fauves.
Cette relative tranquillité est cependant de courte durée. Astérios, le choreographos des Verts de l'hippodrome de Constantinople, les « démet de cette charge », ayant apparemment trouvé quelqu'un qui avait de meilleurs appuis et crédits au sein des Verts pour la fonction de gardien des ours. Du jour au lendemain, la famille se retrouve sans travail et donc sans ressources pour subvenir à ses besoins.
Selon Procope de Césarée, la mère de Théodora décide alors de réagir. Le jour de la fête, elle pénètre dans l'hippodrome de Constantinople avec ses filles. Elles vont devant la tribune des Verts et s'agenouillent, suppliant la foule de les aider. Astérios demande alors le silence mais contre toute attente ne prononce aucune parole, leur signifiant ainsi qu'elles ne sont pas dignes d'intérêt. Lorsqu'il est clair qu'aucune réponse ne viendra de la part du chef des Verts, des huées commencent à monter de la tribune opposée, celle des Bleus. Les filles et leur mère se relèvent et vont alors trouver les Bleus. L'équivalent d'Astérios chez les Bleus demande alors le silence. Contrairement à son homologue, il prend la parole. Il fait remarquer qu'elles sont trois, comme la Trinité chère aux Bleus orthodoxes, et que le blanc de leurs robes reflète la pureté. Sous les acclamations de la foule, il accède à leur requête. La famille de Théodora intègre la faction des Bleus et le nouveau compagnon de sa mère trouve un poste, « même si ce n'était pas nécessairement son poste (celui qu'il occupait auparavant) ».
La scène de l'hippodrome, telle qu'elle est narrée par Procope, est diversement interprétée par les historiens. Pour Virginie Girod, cette scène est surtout un moyen pour Procope de mettre en avant les origines modestes de Théodora ainsi que les mœurs légères de sa mère, contrainte de se livrer à une démonstration publique de mendicité. Pour le byzantiniste Paolo Cesaretti, elle constitue au contraire un tournant à double titre dans la vie de Théodora. L'exemple de sa mère, qui avait su résister dans des conditions difficiles, aurait profondément marqué la jeune fille, tout comme l'attitude méprisante d'Astérios et de la faction des Verts. Les décisions politiques que Théodora prendra contre les Verts, une fois au pouvoir, seraient le fruit d'une vengeance obstinée de leur refus de porter assistance à sa mère. Plus nuancé, James Allan Stewart Evans note néanmoins que Théodora, une fois devenue impératrice, favorisera plus tard la faction des Bleus, ce qui tendrait à confirmer que sa famille soit effectivement passée des Verts aux Bleus durant son enfance.

### Actrice et courtisane

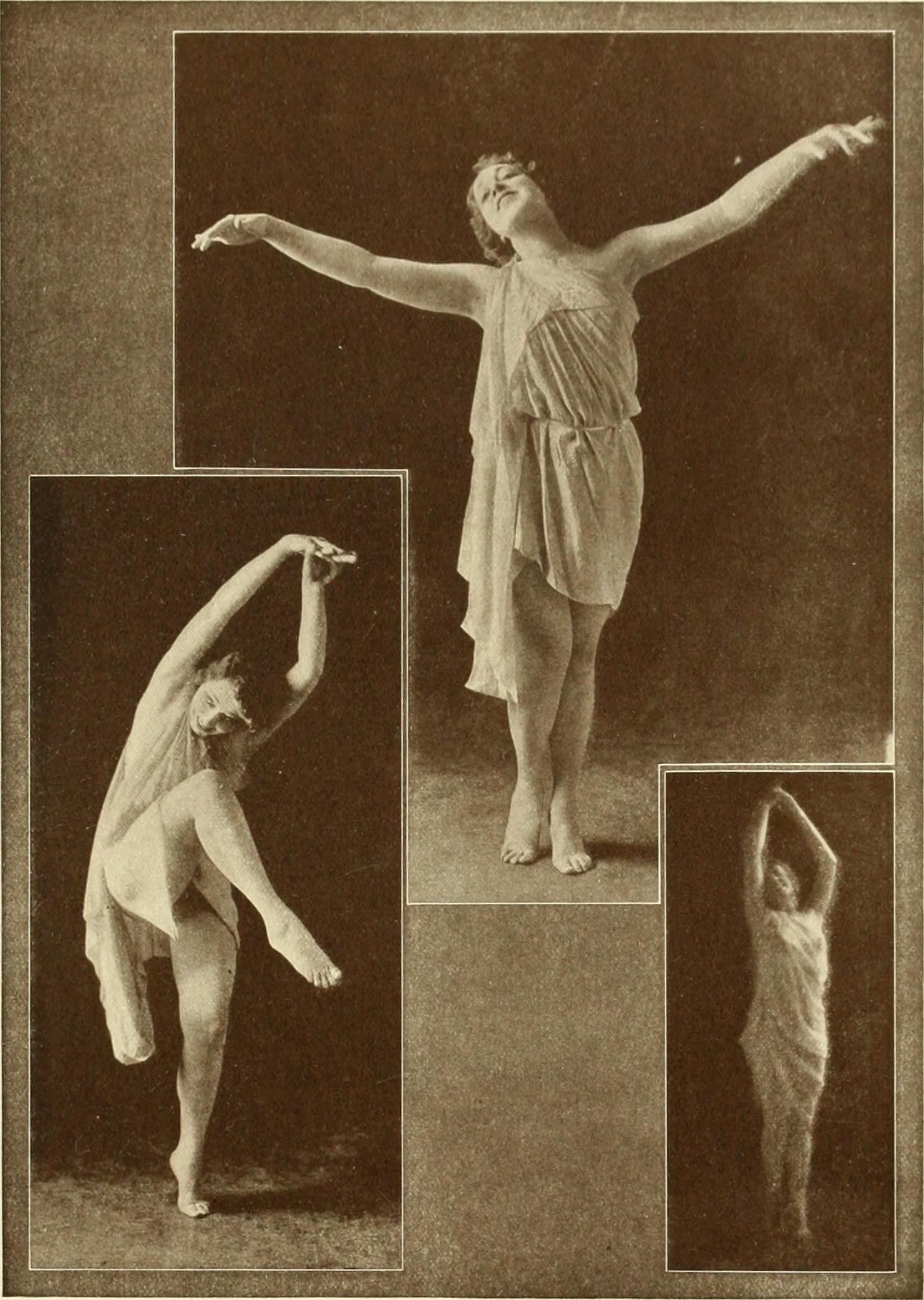
Mouvements de danse exécutés selon le modèle de la Grèce classique par la danseuse américaine Helen Moller, au début du XXe siècle.

Lorsque les trois sœurs deviennent adolescentes, leur mère, qui est alors danseuse et actrice, leur fait découvrir progressivement le monde du théâtre, « à mesure que chacune lui semblait mûre pour la tâche ». Théodora accompagne ainsi Comito, l'aînée, lorsque celle-ci fait ses premiers pas. Ensemble, elles montent un petit théâtre de variétés, basé essentiellement sur des gestes et des interventions physiques, et peu de paroles.
En 512, Théodora est âgée de 12 ans et n'est pas encore mûre sexuellement. Procope n'hésite pourtant pas à lui accorder une activité sexuelle très précoce. Dans l'Histoire secrète de Justinien, il note que :

« Théodora se laissait aller à de répugnants accouplements d'hommes avec certains misérables, esclaves de surcroît, qui, suivant leurs maîtres au théâtre, trouvaient dans cette abomination un soulagement à leur malheur — et elle consacrait aussi au lupanar beaucoup de temps à cet usage contre nature de son corps. »

Virginie Girod s'interroge sur les sources utilisées par Procope de Césarée dans cet extrait. Il est probable, d'après l'historienne, qu'il s'agisse d'une manière comme une autre de dénigrer la future impératrice. En effet, le portrait de la jeune fille dévergondée se livrant dès l'enfance à la luxure n'est pas sans rappeler celui du poète romain Juvénal à l'égard de l'impératrice Messaline, également dépeinte comme une débauchée. Dans l'Antiquité, attaquer une femme sur sa vertu afin de salir sa réputation était une pratique assez courante.
Dans ses écrits, Procope laisse entendre que Théodora aurait été une prostituée de bas étage travaillant fréquemment dans des maison closes où se rendaient les clients les plus misérables. Moins virulent que Procope, le moine byzantin Jean d'Éphèse indique également qu'elle venait du monde du porneion (maisons de prostitution). Ces allégations sont cependant à prendre avec précaution. En effet, le théâtre était un art blâmé par la culture officielle de l'époque, les actrices étant perçues comme des prostituées. Comme le confirme l'historienne Joëlle Beaucamp dans ses travaux sur le statut de la femme à Constantinople, le fait de se montrer en public revenait pour la société de l'époque à offrir son corps à une multitude de clients, ce qui expliquerait l'identification entre l'actrice et la prostituée.
Après avoir secondé sa sœur pendant quelque temps, Théodora se lance à son tour dans la carrière d'actrice à l'âge de 14 ans. Elle aurait alors officié en tant que danseuse ou acrobate au sein d'une troupe de la faction des Bleus se déplaçant entre différents amphithéâtres appartenant à la faction. Du fait de son jeune âge, elle aurait occupé le rôle secondaire de danseuse de rang, en complément du corps de ballet.
Contrairement à sa sœur Comito, elle n'aurait néanmoins pas eu le succès escompté. Dans ses écrits, Procope la décrit comme une artiste ratée, comptant principalement sur sa beauté pour s'attirer les bonnes grâces du public :

« Elle ne savait jouer ni de la flûte ni de la harpe […] ; elle ne pouvait offrir que sa beauté, se prodiguant de tout son corps à qui se trouvait là. »

D'après lui, elle dansait sur scène pratiquement nue, un simple pagne autour des reins, et quittait tout vêtement lors des répétitions, en même temps qu'elle s'entraînait au lancer de disques au milieu des autres danseurs et athlètes.
La jeune femme entre ensuite dans une compagnie de mime. Elle aurait alors occupé le premier rôle dans différents spectacles burlesques, dont une version érotique des amours de Zeus et Léda. Ce rôle semble la mettre en lumière, à tel point que son premier détracteur, Procope, lui reconnaît certaines qualités : « Elle était on ne peut plus spirituelle et salace, de sorte qu'elle sut bientôt se mettre en évidence. […] jamais personne ne la vit se dérober ».
À cette époque, il n'était pas rare que les jeunes actrices soient invitées par leurs admirateurs afin d'animer des soirées luxurieuses de manière récréative. À l'image de sa sœur Comito qui est également une courtisane, il est donc probable que Théodora soit entrée également dans cette forme de prostitution élitiste destinée aux clients les plus fortunés,. En échange, les deux sœurs ont probablement obtenu la protection de riches admirateurs qui les récompensaient par des dons de toute sorte : vêtements, joyaux, serviteurs, appartements.
Durant cette période, Théodora fait la connaissance d'une autre actrice, nommée Antonina, avec laquelle elle restera amie tout au long de sa vie. Elle sera la plus proche collaboratrice de Théodora, une fois arrivée au pouvoir.

### Voyage autour de la Méditerranée
À l'âge de 16 ans, Théodora devient la maîtresse d'un haut fonctionnaire syrien, nommé Hékébolos, avec qui elle restera pendant quatre années. Elle part avec lui en Afrique du Nord, lorsque celui-ci prend ses fonctions de gouverneur de la province libyenne de Pentapolis. Le couple s'installe à Apollonia, la capitale de la province, au nord-est de l'actuelle Libye. Loin de son cercle de connaissances de Constantinople, Théodora semble s'y ennuyer. De plus, elle supporte de plus en plus mal d'être cantonnée au rôle de concubine. Alors qu'elle espérait devenir l'épouse officielle d'Hékébolos, celui-ci la présente comme son « accompagnatrice » voire comme sa « domestique ». Quelle que soit la teneur de leurs disputes à ce sujet, Hékébolos prend alors une décision radicale : il la « chassa ». Cette expérience malheureuse permet néanmoins à Théodora d'acquérir une première expérience de la vie politique, en jouant le rôle d'intermédiaire auprès de personnalités politiques locales, voire en négociant certaines affaires pour le compte de son amant.
Maltraitée et abandonnée par Hékébolos, elle décide de repartir pour Constantinople, mais s'arrête tout d'abord à Alexandrie. Pour financer son voyage, Procope prétend qu'elle se serait prostituée dans les villes qu'elle aurait traversées. Néanmoins la plupart des historiens restent assez perplexes à ce sujet, les détails sur cette période étant assez flous. Il est possible tout simplement que Théodora ait utilisé les réseaux de solidarité qui existaient au sein de la faction des Bleus afin de subvenir à ses besoins. Selon l'historien Paolo Cesaretti, elle se serait d'abord adressée à l'Église en invoquant le droit d'asile. Comme c'est la coutume, elle aurait alors été interrogée par un prélat, dont le rôle est de recevoir son repentir et de vérifier la sincérité de ses projets. Celui-ci l'aurait alors invitée à se rendre au siège du patriarcat, à Alexandrie, afin d'y recevoir un enseignement religieux. C'est ainsi qu'elle se serait rendue dans la cité égyptienne, en ayant avec elle une lettre de présentation pour un couvent féminin.
Comprenant que sa beauté seule ne suffirait pas à son ascension sociale, elle y apprend à lire et à écrire, et acquiert une culture philosophique. Grâce à des réseaux religieux et ecclésiastiques, elle approche le patriarche Timothée IV d'Alexandrie, un monophysite, qui restera son père spirituel, lui qui « savait faire vibrer le métal de son cœur ». C'est à l'occasion de cette rencontre qu'elle se serait convertie à l'Église monophysite, même si pour Cesaretti, cette conversion s'explique plus par des raisons personnelles que par pure conviction.
Elle s'arrête ensuite à Antioche, où elle rencontre Macedonia, une danseuse devenue voyante, qui a dans ses relations Justinien, le neveu de l'empereur, dont elle est en fait un informateur. Celle-ci semble avoir une certaine influence au sein de la métropole syrienne, pouvant coopter certaines personnes ou au contraire les signaler comme dangereuses à la cour impériale. En effet, d'après Procope, « il suffisait d'une lettre de sa part à Justinien pour supprimer aisément tel notable d'Orient et faire confisquer ses biens ». Théodora la rencontre par l'intermédiaire de la faction des Bleus. Entre les deux femmes, le courant passe rapidement. Même s'il n'est pas certain que Macedonia ait signalé Théodora dans un de ses rapports à Justinien, elle lui accorde son appui, si bien que Théodora peut accélérer son retour dans la capitale byzantine.

### Rencontre avec Justinien
Elle rentre à Constantinople en 522, où elle s'établit dans une maison près du palais. Elle bénéficie alors de l'aide de Macedonia, qui avait sympathisé avec elle, pour s'ouvrir les portes de la citadelle impériale. Munie d'une lettre de Macedonia, Théodora est admise au palais pour y rencontrer le nouveau consul, qui n'est autre que Justinien, magister militum praesentalis depuis 520, qui vient d'inaugurer sa prise de fonction par de somptueux jeux à l'hippodrome.
Peu de détails existent concernant leur rencontre. Il est pratiquement certain néanmoins qu'ils ne parlaient pas la même langue, Justinien pratiquant le latin (la langue de l'administration) alors que Théodora pratiquait le grec (principale langue de communication dans l'Empire). Cette différence est d'autant moins étonnante que, comme l'explique l'historien Pierre Maraval, Justinien avait reçu une formation essentiellement en latin durant sa jeunesse, contrairement à Théodora.
Courtois, Justinien consent probablement à ce qu'ils échangent en grec. Consciente que ses connaissances linguistiques restent inférieures à celles des autres membres de la cour, Théodora lui explique qu'elle n'a pas étudié autant qu'elle l'aurait aimé. Justinien lui répond : « Vous en êtes maîtresse de façon innée ».
Justinien tombe sous le charme de la beauté, de l'esprit, et de la personnalité pleine d'énergie de l'ancienne actrice. Procope rapporte qu'elle enflamme « de son feu érotique » le cœur de Justinien. C'est ainsi qu'elle devient la maîtresse du futur empereur. Théodora a alors 22 ans, Justinien 40.

## Impératrice

### Mariage et couronnement

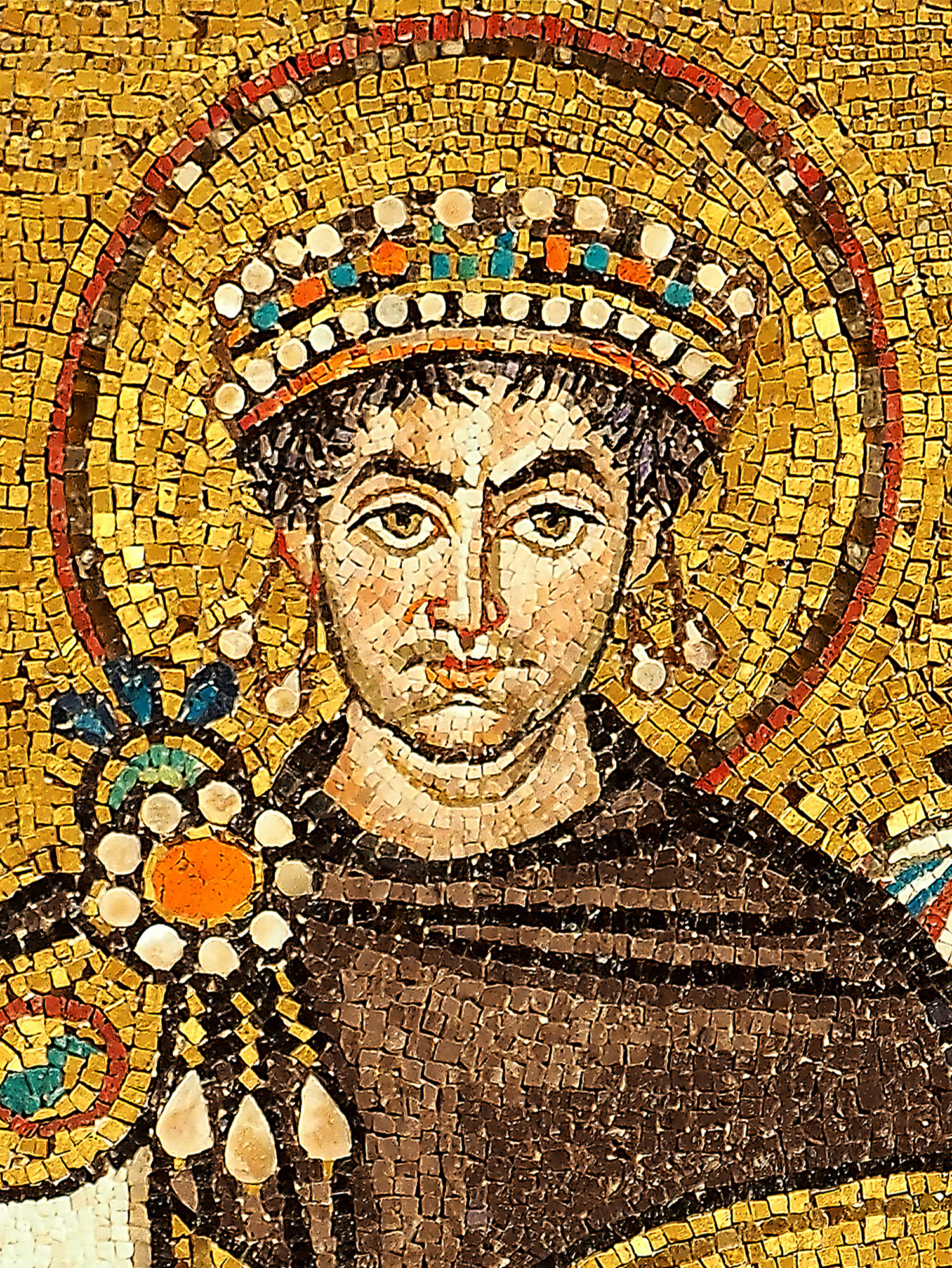
L'empereur byzantin Justinien, mosaïque de la basilique Saint-Vital de Ravenne, avant 547.

Sous le charme, le futur empereur ne songe plus qu'à une chose : l'épouser. Néanmoins, il sait que la tâche ne sera pas facile. Une ancienne loi interdit aux hauts fonctionnaires d'épouser d'anciennes courtisanes. Justinien doit également faire face à l'opposition de son entourage. Sa mère, Vigilance, ainsi que sa tante, l'impératrice Euphémie (de son nom de naissance Lupicina), s'y opposent. Bien que les deux femmes soient elles-mêmes d'origine modeste, aucune ne veut voir Théodora entrer dans la famille.
Justinien avance donc progressivement ses pions. Il obtient d'abord de son oncle, l'empereur Justin Ier, que soit accordé à Théodora le rang de patricienne, puis fait abroger le 19 novembre 524 l'interdiction pour les anciennes actrices de contracter un mariage.
Sa mère et l'impératrice étant mortes à quelques jours d'intervalle, Justinien fait pression sur son oncle pour obtenir son accord. Face à l'obstination de son neveu, le vieil empereur accepte. Dès lors, plus rien ne s'oppose à leur union. Ni le sénat, ni l'armée pas plus que l'Église ne s'y opposent ouvertement. Le mariage est célébré en 525, probablement le 1er août.
Dans l'Histoire secrète, Procope affiche son incompréhension face à cette union. Selon lui, Justinien aurait mieux fait de « prendre pour épouse une femme qui soit de meilleure naissance et qui aurait été élevée à l'écart, une femme qui n'aurait pas ignoré la pudeur ».
Pour Virginie Girod, la décision de Justinien peut cependant s'expliquer si l'on tient compte de ses origines modestes. Fils de paysan, le futur empereur aurait pu conclure une alliance avantageuse avec une femme issue d'une puissante famille de l'aristocratie afin d'obtenir son soutien. Néanmoins, il n'est pas impossible que Justinien ait craint d'être regardé de haut par sa propre femme, n'étant pas lui-même un patricien de naissance. Théodora étant également d'origine modeste, ce risque n'existait pas. Elle venait de la rue, était intelligente et partageait les mêmes ambitions que lui. Dans ses écrits, Procope note, un brin dépité, que Justinien « ne jugeait pas indigne de faire son propre bien de la honte commune de toute l'humanité […] et de vivre dans l'intimité d'une femme couverte de monstrueuses souillures ».
Lorsque Justin Ier meurt à 77 ans en 527, Justinien est couronné empereur. Privilège rare, Théodora revêt la pourpre en même temps que lui dans la basilique Sainte-Sophie, ce qui l'associe pleinement à l'Empire et fait d'elle une impératrice pleine et entière. Elle prend également le titre d'Augusta.

### Rôle politique et religieux
La plupart des chroniqueurs byzantins (Procope de Césarée, Évagre le Scholastique ou encore Jean Zonaras) s'accordent à dire que Théodora ne fut pas seulement l'épouse de Justinien mais une souveraine à part entière, ayant eu une véritable influence sur l'œuvre de son mari.
Une fois sur le trône, elle conseille souvent Justinien, en particulier dans le domaine religieux. Elle partage ses plans et ses stratégies politiques, participe à ses conseils d'État. Justinien la désigne comme son « partenaire » dans ses délibérations. Il n'hésite d'ailleurs pas à la mentionner explicitement lors de la publication de plusieurs lois en la nommant comme « son présent de Dieu ».
L'empereur veille également à ce que les mêmes hommages soient rendus à l'impératrice qu'à lui-même. Lorsqu'un nouveau haut fonctionnaire entre au service de l'Empire, celui-ci doit ainsi prêter serment aux deux souverains :

« Je jure sur Dieu tout-puissant […] que je garderai toujours la conscience pure envers nos divins et très pieux souverains, Justinien et Théodora, sa conjointe dans le pouvoir, que je leur rendrai un service loyal dans l'accomplissement de la tâche qui m'a été confiée […] dans l'intérêt de l'empire souverain. »

Symbole de cette complémentarité au sein du couple impérial, Procope rapporte qu'« ils ne faisaient rien sans l'autre ». Même s'il est peu probable que Justinien ait consulté Théodora sur des aspects techniques de ses affaires militaires, comme le note Cesaretti, elle le conseille dans le choix de ses collaborateurs et de ceux qui l'entourent. Elle a sa propre cour, son entourage officiel et son propre sceau impérial.
En tant que conseillère de Justinien, elle a une influence certaine sur les dispositions du Corpus juris civilis, en l'incitant à y intégrer un certain nombre de lois afin d'améliorer la condition des femmes(→ voir plus loin : Amélioration de la condition féminine).
Elle a également un rôle très actif au côté de son mari : elle reçoit les émissaires étrangers, correspond avec d'autres souverains, deux tâches qui reviennent habituellement à l'empereur.
Afin de lutter contre la corruption, elle incite également Justinien à améliorer la rémunération des fonctionnaires tout en renforçant le lien de dépendance de ces derniers vis-à-vis du pouvoir impérial.
Théodora est moins heureuse dans le choix de ses favoris, privilégiant ceux qui lui sont dévoués même s'ils sont incompétents, et certaines de ses interventions sont pour le moins maladroites. Ainsi, après avoir couvert les débordements d'Antonina, la femme de Bélisaire, elle se brouille avec elle après avoir forcé sa fille Jeanne à se marier avec Anastase et fait rappeler d'Italie le général Bélisaire à un moment critique.
Dans le domaine religieux, alors que Justinien penche pour l'orthodoxie et un rapprochement avec Rome, Théodora reste toute sa vie favorable aux monophysites et réussit à infléchir, du moins jusqu'à sa mort, la politique impériale (→ voir plus loin : Protection des monophysites).
Selon Procope, elle n'apprécie pas les thèses d'Origène qu'on accusait d'avoir soutenu la croyance en la réincarnation et la préexistence de l'âme avant la naissance. Aussi, avant de mourir, Théodora pousse Justinien à convoquer le deuxième concile de Constantinople de 553, qui condamne l'origénisme.

### Intervention lors de la séditionNika

Le Palais impérial, haut lieu de la contestation lors de la sédition Nika.

Alors que le trône vacille en janvier 532 lors de la sédition Nika, elle sauve la situation grâce à une attitude courageuse et énergique, qui tranche avec celle de Justinien, préférant « mourir dans la pourpre » que de céder face à la populace.
Cette année-là, les deux factions politiques de l'hippodrome, Les Bleus et Les Verts, déclenchent une émeute lors d'une course de chars et assiègent le Palais. Alors que l'empereur et la plupart de ses conseillers envisagent déjà la fuite devant la propagation de l'émeute, Théodora les interrompt et prononce un vibrant discours dans lequel elle rejette catégoriquement l'idée de fuite, car cela signifierait abandonner toute prétention à siéger sur le trône impérial.
Dans son Discours sur les Guerres, Procope rapporte qu'elle prend la parole et déclare :

« Mes Seigneurs, la situation actuelle est trop grave pour que nous suivions cette convention qui veut qu'une femme ne parle pas durant un conseil d'hommes. Ceux dont les intérêts sont menacés par un danger d'une extrême gravité ne devraient penser qu'à se tenir à la ligne de conduite la plus sage et non aux conventions. Quand il ne resterait d'autre moyen de salut que la fuite, je ne voudrais pas fuir. Ne sommes-nous pas tous voués à la mort dès notre naissance ? Ceux qui ont porté la couronne ne doivent pas survivre à sa perte. Je prie Dieu qu'on ne me voie pas un seul jour sans la pourpre. Que la lumière s'éteigne pour moi lorsqu'on cessera de me saluer du nom d'impératrice ! Toi, autokrator (en désignant l'Empereur), si tu veux fuir, tu as des trésors, le vaisseau est prêt et la mer est libre ; mais crains que l'amour de la vie ne t'expose à un exil misérable et à une mort honteuse. Moi, elle me plaît, cette antique parole : que la pourpre est un beau linceul, ! »

Il est difficile de savoir si Théodora prononça exactement ses mots. L'historien Paolo Cesaretti voit dans certains passages le style littéraire propre à Procope de Césarée. L'expression « la pourpre est un beau linceul » tiendrait sa source dans l'Antiquité classique. Elle serait une référence à Denys de Syracuse ou à l'œuvre de l'orateur Isocrate qui vécut dans l'Athènes du Ve siècle av. J.-C.. Pierre Maraval est aussi hésitant sur la véracité de ces propos, soulignant que seul Procope y fait référence.
Néanmoins, un certain nombre d'historiens, comme Virginie Girod ou Georges Tate s'accordent à dire qu'il est probable que Théodora soit effectivement intervenue, car elle était sans doute la seule capable de convaincre Justinien de rester. Bien que Procope ne soit pas présent au Palais au moment des faits, il était le secrétaire du général Bélisaire, qui lui était présent aux côtés de Justinien et de Théodora. Bénéficiant de cette source au plus proche du pouvoir, il est possible, comme le note Cesaretti, que Procope ait donné une retranscription de l'intervention de Théodora qui soit proche de la réalité (bien que peut-être embellie).
D'après Henry Houssaye, l'éloquence virile de Théodora ranime le courage des officiers restés fidèles à l'empereur. Après s'être concertée avec sa femme, Justinien envoie ensuite Narsès négocier à prix d'or avec les chefs des Bleus leur retrait de l'insurrection,. Avec son aide et celle de Bélisaire, la sédition est finalement écrasée.

### Amélioration de la condition féminine

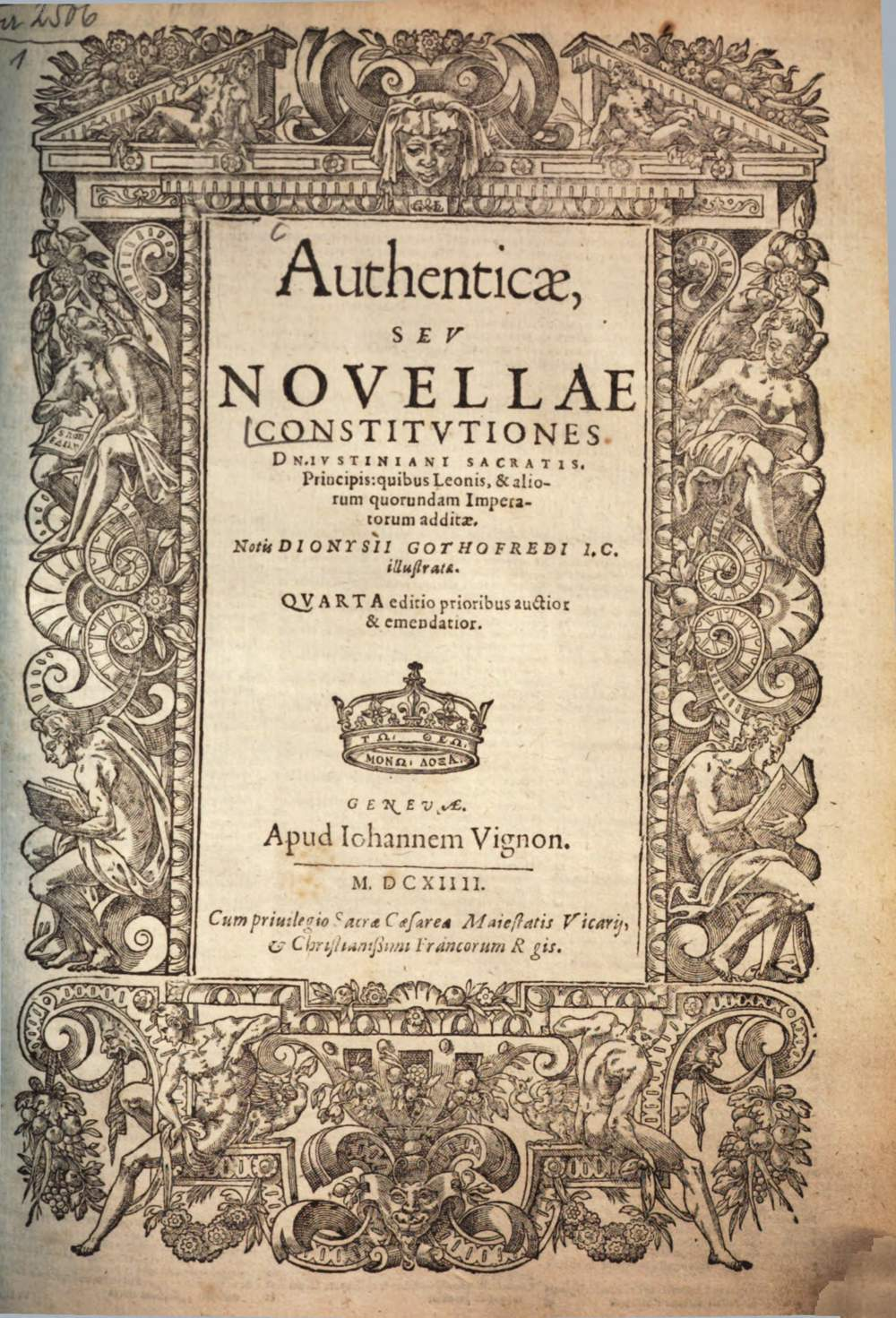
Illustration d'une Novelle (ordonnance)

La première partie du règne de Justinien et Théodora est marquée par la publication en 528 du premier volet du Code Justinien, une œuvre juridique compilant l'ensemble des constitutions impériales d'Hadrien à Justinien. L'objectif de ce corpus de droit est d'unifier et de synthétiser l'ensemble des lois romaines existantes dont certaines, obsolètes, étaient en contradiction les unes avec les autres. Cinq ans plus tard sont publiées une série d'ordonnances, les Novelles, qui viennent compléter ou amender certaines dispositions du Code Justinien.
Théodora participe directement à la réalisation de ces œuvres juridiques. Désirant donner un nouveau statut pour la femme dans le cadre familial, elle fait ainsi ajouter ou modifier un certain nombre de lois afin d'améliorer la condition des femmes : mesures de protection à l'égard des comédiennes et des courtisanes, peines allégées pour les femmes en cas d'adultère, loi contre la « traite des blanches », possibilité pour les épouses de demander le divorce. Elle fait également en sorte que les filles puissent faire valoir leur droit à l'héritage et fait passer des mesures de protection de leur dot en faveur des veuves.
Cette ancienne courtisane fait également prendre à Justinien des mesures énergiques contre les propriétaires de maisons closes. Le chroniqueur byzantin Jean Malalas note ainsi que Théodora « libéra les jeunes filles du joug de leur misérable esclavage, ordonnant qu'il n'y ait désormais plus de tenanciers de bordels ». 
Elle dépense également de fortes sommes pour aider les prostituées, rachetant certaines d'entre elles et fonde une maison pour pécheresses repenties. Dans son pamphlet Histoire Secrète, Procope prétend que les femmes résidant dans ce couvent l'étaient contre le gré, et que certaines ont tenté de s'échapper ou se sont suicidées en sautant par-dessus les murs. Cependant cette accusation n'est reprise par aucun autre chroniqueur de l'époque.  
Enfin l'impératrice fait adopter une loi qui interdit le proxénétisme, ce qui n'empêche pas celui-ci de perdurer dans la pratique.
De par son action en faveur des droits des femmes, Théodora est perçue par certains historiens comme une des pionnières du féminisme. D'autres, en revanche, voient dans l'œuvre juridique de Justinien et Théodora le fruit d'une lente évolution culturelle de la société byzantine, alors empreinte de christianisme. Pour Girod, la montée en puissance de la morale chrétienne, dont un des fondements est l'égalité devant Dieu, a sans doute nul doute favorisé l'évolution de la législation de l'époque. L'interdiction du proxénétisme ne serait ainsi que la continuité de lois datant du Ve siècle qui interdisaient de prostituer une femme contre son gré. Dans la même lignée, Cesaretti note que la redéfinition du rôle de la femme s'inscrivait dans le cadre de la création d'une nouvelle société, fondée sur le christianisme et la prédominance de la famille mononucléaire. Par exemple, l'abolition du « divorce par consentement mutuel » en 542 serait une illustration de cette différence avec les courants féministes modernes, dont l'objectif est au contraire de dissocier la famille de la pensée chrétienne.

### Protection des monophysites

Schéma des principales divergences christologiques, à l'origine de la lutte contre les visions considérées comme hérétiques.

Si Théodora soutient majoritairement son mari dans ses visées politiques, elle s'oppose à lui sur la question religieuse.
Depuis l'édit de Thessalonique en 380, la foi chrétienne était devenue la religion officielle de l'Empire romain. Tous les autres cultes, à l'exception du judaïsme, y sont interdits. Néanmoins, le christianisme est loin d'être unifié au sein de l'Empire. Depuis le début du Ve siècle, les chrétiens étaient notamment divisés sur la question de la nature du Christ, à la fois divine et humaine. Le débat avait favorisé l'émergence de deux courants majoritaires. D'un côté, les dyophysites, soutenus par le pape, affirmaient que le Christ avait deux natures, l'une humaine et l'autre divine. De l'autre, les monophysites, majoritaires dans les régions orientales de l'Empire, soutenaient que le Christ avait une seule nature et que sa nature humaine avait été absorbée par sa nature divine.
En 451, le concile de Chalcédoine avait tenté de régler la question en imposant le dyophysisme comme doctrine officielle, mais en vain. Les chrétiens d'Orient monophysites, notamment à Alexandrie et en Palestine, refusent de s'y soumettre, ce qui déclenche des révoltes lorsqu'un patriarche ou un évêque dyophysite est nommé dans ces régions.
Le couple impérial est lui-même divisé sur la question, Justinien défendant la doctrine officielle dyophysite, Théodora soutenant les dissidents monophysites. C'est là leur principale divergence, même si l'historienne Virginie Girod pense que les deux empereurs l'ont certainement instrumentalisée à des fins politiques, en se posant comme les défenseurs de leur foi respective afin de maintenir la paix dans l'Empire.
Les monophysites étant persécutés dans l'Empire, l'impératrice se pose comme leur protectrice, pouvant aller jusqu'à jouer le rôle de médiatrice entre eux et Justinien. À la grande stupeur de son mari, elle accueille ainsi de nombreux moines et évêques monophysites au sein du palais d'Hormisdas de Constantinople, transformant celui-ci en monastère improvisé pouvant accueillir jusqu'à cinq cents religieux. Elle protège également ouvertement les représentants les plus importants des monophysites en Orient, comme le patriarche d'Alexandrie Théodose, le patriarche de Constantinople Anthime ainsi que Jacques Baradée, risquant elle-même d'être excommuniée.
L'attachement de Théodora à la cause monophysite atteint son paroxysme au printemps 537, lorsqu'elle intervient personnellement afin de destituer le pape qui s'était opposé à elle pour le remplacer par un autre, plus proche de ses convictions religieuses.

### Remplacement du pape

#### Assassinat d'Amalasonte

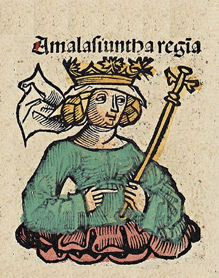
Amalasonte, reine des Ostrogoths de 526 à 535.

Berceau de la papauté, l'Italie tient une place centrale dans les projets de conquête de Justinien. Après la reconquête de l'Afrique du Nord par Bélisaire en 534, Justinien cherche un prétexte pour y intervenir militairement afin de la ramener dans le giron de l'Empire romain. Au printemps 535, la situation politique lui en donne l'occasion.
À la mort du roi goth d'Italie, Théodoric le Grand, en 526, sa fille Amalasonte était devenue régente pour le compte de son frère, Athalaric, qui était âgé de dix ans. Afin d'assurer son pouvoir, elle épouse son cousin Théodat. Rapidement, elle cherche à se rapprocher de Byzance afin de contracter une alliance et obtenir sa protection,.
Sur la recommandation de Théodora, Justinien désigne alors un nouvel ambassadeur, Pierre le Patrice, et l'envoie en 534 à la cour ostrogothe de Ravenne afin de négocier un accord. Les discussions n'eurent pas le temps d'aboutir. Avant qu'il n'arrive, la noblesse gothe, qui était en désaccord avec la politique d'Amalasonte, la tua au printemps 535 et plaça son cousin Théodat sur le trône,.
Dans l'Histoire secrète, Procope accuse Théodora d'avoir organisé l'assassinat d'Amalasonte par jalousie avec la complicité des Goths. D'après lui, Amalasonte, craignant pour sa vie, aurait voulu se réfugier à Constantinople. Voyant en elle une rivale, Théodora aurait alors demandé à Pierre le Patrice de lui tendre un piège et de la faire disparaître contre une forte somme d'argent. La thèse de Procope comporte néanmoins plusieurs incohérences. Pierre le Patrice arrive en effet en Italie après la mort d'Amalasonte. Il n'a donc pas pu servir d'intermédiaire avec les nobles goths menés par Théodat pour organiser son assassinat.
D'autre part, la question de l'Italie ne semblait pas faire partie à ce moment-là des priorités de l'impératrice. Elle travaillait au rapprochement entre dyophysites romains et monophysites d'Orient, avec la collaboration d'Anthime, le patriarche de Constantinople, qui était monophysite.
À la cour byzantine, la déposition et l'assassinat d'Amalasonte sont interprétés comme un acte de rébellion contre l'empereur. Les Goths ne sont plus perçus comme des représentants de l'Empire mais comme des ennemis. Tout est en place pour une intervention militaire.

#### Tensions avec le pape
Lorsqu'il apprend que les troupes impériales conduites par Bélisaire sont en marche, le nouveau roi des Goths, Théodat, envoie le pape Agapet Ier à Constantinople pour tenter de trouver une solution diplomatique. En février 536, ce dernier est reçu par Justinien avec tous les honneurs dus au chef de l'Église de Rome. Voyant que sa visite était vouée à l'échec, Justinien étant décidé à rétablir l'autorité de l'Empire romain en Italie, Agapet oriente alors les discussions sur la question des deux natures du Christ, sujet de discorde entre les chrétiens dyophysites de Rome et les chrétiens monophysites d'Orient. Des tensions apparaissent alors entre l'empereur et le pape, Agapet accusant le patriarche de Constantinople, Anthime, d'être un intrus et un hérétique. Après avoir menacé le pape de bannissement, Justinien finit par céder. En mars 536, Anthime est démis de ses fonctions et est remplacé par un patriarche dyophysite, à la grande fureur de l'impératrice.

#### Nomination de Vigile

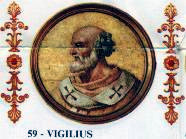
Vigile (pape de 537 à 555)

Agapet rentre ensuite à Rome où il meurt peu après de maladie, après seulement dix mois de règne. De son côté, Théodora semble irritée par le comportement de Justinien, à qui elle reproche d'avoir trop facilement cédé au pape. Elle pense alors pouvoir retourner la situation en favorisant la nomination d'un pape monophysite à Rome. Dans cette optique, elle envoie alors Vigile, un nonce pontifical qui fait partie de ses proches, en Italie. Malheureusement pour l'impératrice, Vigile arrive trop tard. En juillet 536, un nouveau pape, nommé Silvère, est élu avec la bénédiction des Goths. Néanmoins, ce dernier se retrouve rapidement dans une position inconfortable. En raison du conflit avec les Goths, les Byzantins refusent de reconnaitre officiellement sa nomination. Pour compliquer les choses, le roi goth à qui il devait sa nomination, meurt après avoir été renversé par la noblesse locale. C'est donc sans protection que le pape voit les troupes byzantines conduites par Bélisaire se rapprocher de Rome à l'automne 536. Silvère entame alors des discussions avec le général byzantin et lui ouvre les portes de la ville le 9 décembre 536.
Si la prise de Rome est un succès majeur pour les projets de reconquête de Justinien, Théodora, elle, n'en oublie pas sa priorité : s'assurer que le trône papal est occupé par quelqu'un susceptible de s'entendre avec les chrétiens monophysites d'Orient. Elle décide donc d'écrire au pape afin de lui demander de rendre le poste de patriarche de Constantinople au monophysite Anthime. La réponse de Silvère est lapidaire : « Jamais je ne réhabiliterai un hérétique condamné pour sa méchanceté ».
Pour l'impératrice, la coupe est pleine. Au cours de l'hiver 536-537, elle décide de prendre les choses en main et de remplacer le pape Silvère par Vigile. Elle écrit au général Bélisaire en lui ordonnant de destituer Silvère, mais celui-ci hésite. Il vient d'apprendre qu'une importante armée gothe est en route pour assiéger Rome et doit se préparer à défendre la ville. Il se voit mal traiter en plus des complications sur le plan religieux.
Théodora décide donc de faire appel à son amie Antonina, la femme de Bélisaire, qui était présente en Italie aux côtés de son mari et avec qui elle entretenait une correspondance séparée. D'après le Liber Pontificalis, Antonina persuade Bélisaire de faire arrêter Silvère pour haute trahison, en utilisant de faux témoignages indiquant que ce dernier aurait secrètement échangé des lettres avec les Goths. Selon Liberatus de Carthage, Vigile aurait en fait lui-même fabriqué de toutes pièces des lettres compromettantes pour Silvère afin de favoriser sa propre nomination. Un jour de mars 537, Silvère est invité à venir rencontrer Bélisaire sur la colline du Pincio. Séparé de sa suite, le pape est accompagné dans une salle privée. À sa grande surprise, il est reçu par Antonina. Celle-ci lui aurait alors lancé : « Alors, seigneur pape Silvère, que vous avons-nous fait, à vous et à tous les Romains ? Pourquoi êtes-vous si pressé de nous remettre aux mains des Goths ? ».
À la suite de cette entrevue, Silvère est destitué et Vigile consacré pape. Après avoir été brièvement contraint à l'exil en Asie mineure, Silvère est assigné à résidence à Ponza où il meurt quelques années plus tard.

### Régence
En 542, une violente épidémie de peste bubonique se propage dans les régions orientales de l'Empire et atteint Constantinople. Justinien lui-même tombe gravement malade, semble-t-il contaminé par la maladie. Théodora le supplée alors dans la gestion des affaires de l'Empire. Soucieuse d'assurer une continuité du pouvoir impérial, elle tient durant la période de convalescence de son mari de brefs conseils avec les principaux ministres de l'empire.
Malgré ses connaissances relatives, il est probable que l'impératrice dut intervenir sur des questions législatives et militaires. Elle s'arrange néanmoins pour que rien ne filtre et les axe sur des questions exclusivement techniques. Malgré la situation exceptionnelle qui la place dans une position de pouvoir sans partage, elle ne prend aucune mesure qui aurait été contraire à la volonté de son mari, y compris sur les monophysites. Jusqu'au rétablissement de Justinien, elle semble au contraire avoir voulu incarner un visage équilibré du pouvoir à la fois dyo et monophysites, visitant indistinctement les églises et les hospices pour rendre visite aux malades.
Paradoxalement, cette situation fait prendre conscience à Théodora de la fragilité de sa position. Elle et Justinien n'ayant pas d'héritier, les noms des prétendants au trône commencent à circuler au sein de la cour impériale. Si Justinien meurt, le trône sera l'objet de toutes les convoitises et rien ne dit que l'armée la soutiendra. Au sein de celle-ci, le malaise est palpable. En plus des tensions sur le front, des retards dans le versement des soldes mécontentent les soldats. Pour certains généraux, une solution interne comme Théodora n'est pas envisageable.
Deux officiers du front oriental, faisant partie du réseau d'informateurs de Théodora, lui remontent qu'ils auraient entendu dire que Bélisaire et Bouzès, un autre militaire de haut rang, n'accepteraient pas un autre empereur « comme Justinien ». Que les rumeurs aient été fondées ou non, l'impératrice décide de réagir. Une enquête est ouverte sur les deux hommes. Bélisaire est rappelé à Constantinople mais n'est pas inquiété au contraire de Bouzès qui est enfermé.
Le rétablissement de Justinien en 543 est un soulagement pour l'impératrice. Malgré l'absence de preuves, elle garde néanmoins un ressentiment contre Bélisaire qu'elle soupçonne d'avoir voulu profiter de la situation. Afin de calmer la colère de sa femme, Justinien ordonne de démettre Bélisaire de sa charge de stratège d'Orient et de démanteler sa garde personnelle. Paolo Cesaretti y voit une humiliation pour Bélisaire et le témoignage du caractère implacable de l'impératrice.

### Décès
Théodora meurt le 28 juin 548, 17 ans avant Justinien, d'une maladie dont les symptômes ressemblent à ceux d'un cancer du sein. Elle est enterrée en l'église des Saints-Apôtres à Constantinople. Profondément affecté, Justinien ne se remettra jamais de la mort de sa femme. Durant les dernières années de son règne, l'empereur s'enferma dans la solitude, ne se montrant en public que lors de rares cérémonies officielles. L'historien Jean Steiner écrit : « En perdant Théodora, Justinien avait perdu la volonté forte qu'elle lui avait apportée. Plus que lui, elle avait été l'homme d'Etat du règne ».

### Disparation de sa sépulture
En 1204, les sépultures de Théodora et Justinien ainsi que celles d’autres souverains byzantins reposant à l'église des Saints-Apôtres sont pillées par les croisés lors du sac de Constantinople, ces derniers espérant récupérer des richesses déposées sur les corps.
Deux siècles plus tard, en 1453, les Ottomans prennent Constantinople, mettant fin à l'Empire byzantin. L'église des Saints-Apôtres est alors déjà en mauvais état. Le sultan Mehmet II ordonne de la détruire en 1461 et fait construire à la place la mosquée Fatih. Les sarcophages sont alors vidés et réemployés à d'autres usages. Les restes de la défunte impératrice disparaissent à tout jamais.

## Personnalité et traits physiques
Malgré ses critiques acerbes, Procope reconnait à Théodora un charme indéniable : « Elle était à la fois belle de visage et gracieuse, quoique petite, avec de grands yeux noirs et une chevelure brune. Son teint n'était pas tout à fait blanc mais plutôt mat ; Elle avait le regard brûlant et concentré ». Décrivant une de ses statues en pied, il écrit : « La statue a bel aspect mais n'égale pas en beauté l'impératrice, car il était absolument impossible, du moins pour un mortel, de rendre l'harmonieuse apparence de cette dernière ».

### Une personnalité complexe
À l'égard de sa beauté, son talent « spirituel et salace » était reconnu de tous, y compris par ses détracteurs. « Elle était extrêmement vive et moqueuse », écrit Procope. Un jour, un patricien d'un certain âge demanda une audience à l'impératrice dans le but de se plaindre. Il avait en effet prêté de fortes sommes d'argent à un responsable du service impérial, mais ce dernier ne lui aurait pas restitué la somme due. L'impératrice ne répondit pas, se contentant d'entonner une mélodie, bientôt accompagnée par les eunuques qui l'entouraient. Un brin moqueuse, cette chanson comportait des paroles telles que « Comme ta kêlé est grosse », qui peut être traduit par « Comme ton trou (celui de tes finances) est grand » ou « Comme tu nous les casses », selon que l'on entende « kêlé » ou « koilê » (trou). Malgré son insistance, le patricien n'obtint rien de plus et s'en retourna bredouille.
Outre sa volonté et son ambition, Théodora disposait de qualités innées telles que la mémoire et le sens de l'opportunité, qualités qu'elle affinera au cours de sa carrière d'actrice. Sa spécialité consistait à dédramatiser les conflits et les heurts violents par l'ironie.
L'auteur Jean Haechler la décrit comme une impératrice d'une habilité rare, à la fois calculatrice et rusée. Sa culture et son intelligence retinrent l'attention de Justinien qui décida de l'associer au pouvoir. Selon l'historienne Joëlle Chevé, ce dernier aurait ainsi trouvé en elle une partenaire à sa mesure, ayant l'énergie et une volonté indispensables à la fonction d'une future souveraine.
Néanmoins, ces qualités allaient également de pair avec les vices propres à l'exercice du pouvoir impérial. À l'époque, les souverains employaient alors tous les moyens qu'ils leur semblaient nécessaires afin d'asseoir leur autorité, sans se préoccuper des considérations morales. Le couple de Théodora et Justinien ne fait pas exception. À l'image de Justinien, elle se montre à la fois habile et perfide, autoritaire jusqu'à la tyrannie, ambitieuse et sans pitié. Engagée dans une lutte d'influence avec le préfet des prétoires d'Orient Jean de Cappadoce, elle fait tout pour précipiter sa chute. Elle fait également éloigner Germanos, le cousin de Justinien, craignant que celui-ci ne revendique le trône, elle et Justinien n'ayant pas d'héritier.
Impitoyable avec les opposants ou ceux qui comprennent mal ses ordres, elle protège ceux qui la servent bien, ce qui lui vaut le surnom de la « fidèle impératrice ». Elle vient notamment en aide à son amie Antonina, mariée à Bélisaire, lorsque celle-ci se compromet dans une relation extra-conjugale avec un jeune Thrace, ce qui n'empêche pas l'impératrice de « montrer les dents » à son amie d'enfance pour s'être montrée incapable de séparer les plaisirs privés des vertus publiques demandées aux dames de la cour.
Contrairement à Paul le Silentaire qui la compare à une sainte, Henry Houssaye se montre plus modéré, admettant de manière plus raisonnable que « si Théodora n'eut aucune des vertus d'une sainte, elle eut plusieurs de celles d'une souveraine ».

### Le portrait noir de Procope

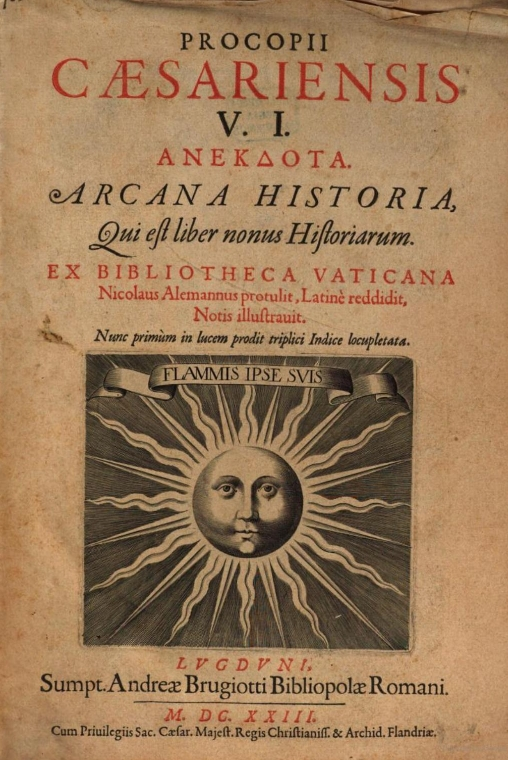
L'Histoire secrète de Procope de Césarée est publiée pour la première fois en 1623 à Lyon.

Les principales critiques que lui adresse Procope concernent les années qui ont précédé son arrivée au trône, et durant lesquelles elle aurait mené une vie de débauche.
Dans son Histoire secrète, Procope fait notamment de Théodora une véritable érotomane et une femme à l'appétit sexuel débordant :

« Jamais il n'y eut de personne plus dépendante de toutes les formes de plaisir ; […] ; Elle passait toute la nuit à coucher avec ses commensaux et, quand tous étaient épuisés, elle passait à leurs serviteurs, […] mais même ainsi, elle ne parvenait pas à satisfaire sa luxure. »

Sa réputation de femme dépravée était telle, selon lui, que les gens se détournaient d'elle lorsqu'ils la croisaient dans la rue « afin de n'être point souillé du contact de ses vêtements, de l'air qu'elle respirait ».
Lorsqu'elle commence sa carrière d'actrice, il décrit ses prestations comme étant « plus qu'inpudiques » et lui décerne le titre de « suprême créatrice d'indécence ». De nature colérique, elle se serait également montrée violente à l'égard des autres comédiennes, car elle était jalouse de leur succès. Il lui reproche enfin sa gourmandise et ses caprices alimentaires. D'après lui, elle se serait volontiers « laissée tenter par toute espèce de nourriture et de boisson ».
Après avoir loué les qualités de l'impératrice dans l'ouvrage Discours sur les Guerres, il change brutalement de ton dans l'Histoire secrète, la dépeignant comme une femme oisive et superficielle, inapte à gouverner : « De son corps, elle prenait soin plus qu'il n'était nécessaire […] Elle dormait toujours très longuement […] Et bien qu'elle soit tombée dans toutes sortes de pratiques d'intempérance durant une si longue partie de la journée, elle estimait pouvoir gouverner tout l'Empire romain ».
Dans ce dernier ouvrage, les châtiments et exécutions ne sont plus des moyens pour le couple d'assurer son pouvoir mais le signe particulier de la cruauté d'une impératrice, qui s'en serait servie pour son propre divertissement dans les souterrains du palais.
Cependant, les exagérations de Procope, si tant est que l'œuvre soit réellement de lui, sont certainement à mettre sur le compte d'une opposition politique envers une femme qui, selon une rumeur probablement exagérée, gouvernait son mari et par là-même tout l'empire. Selon Procope, « l'émancipation des femmes sous quelque forme que ce soit, est un mal absolu » et voir une femme d'origine modeste, gouverner de manière indépendante était difficilement acceptable. Attaquer une femme sur sa vertu était un moyen commode de la discréditer. Cette thèse est notamment défendue par l'historien Pierre Maraval. La malveillance de Procope serait, selon lui, le reflet de la haine de l'élite envers une impératrice qui n'était pas issue du milieu aristocratique, et qui était une ancienne actrice, une profession considérée comme déshonorante à l'époque.
Qu'il y ait ou non une part de vérité dans les allégations de Procope, certaines sont pour le moins étonnantes, comme l'ont fait remarquer certains historiens. Dans ses écrits, le français Henry Houssaye s'interroge en particulier sur cette réputation de femme débauchée qu'aurait eue Théodora durant sa jeunesse. Si Théodora était vraiment cette femme dont la réputation était telle qu'on se détournait d'elle dans la rue, comment expliquer que Justinien ait choisi de la présenter publiquement et d'en faire sa femme alors qu'il n'était pas encore empereur ? Pour l'auteur, il y avait là un risque de compromettre sa popularité ainsi que ses ambitions au trône.
L'historienne Joëlle Chevé se montre également perplexe sur cette réputation de débauchée, faisant remarquer qu'aucun autre chroniqueur byzantin, y compris les écrivains religieux qui étaient opposés à l'impératrice en raison de son soutien aux monophysites, n'ont repris ces accusations dans leurs écrits.

## Alliés et adversaires politiques

### Antonina, le «bras droit»

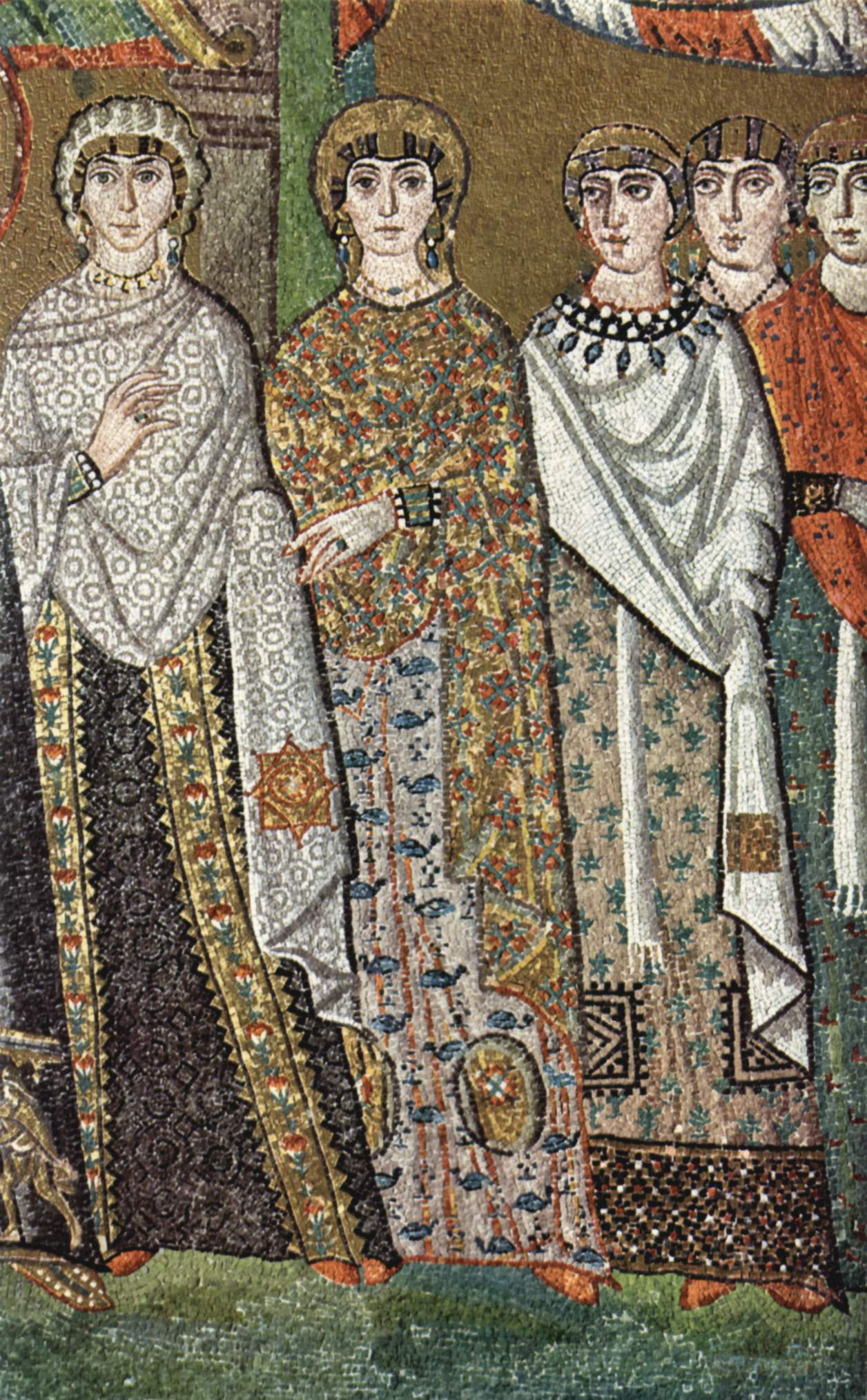
Détail des mosaïques de la basilique Saint-Vital de Ravenne : Antonina (au centre) et sa fille Joannina (à gauche).

Au cours de son règne, Théodora s'appuya régulièrement sur les services de son amie de longue date, Antonina, qu'elle avait connue durant sa carrière d'actrice. Les deux femmes se faisaient confiance et entretenaient des rapports étroits. Avec le temps, Antonina devint ainsi le « bras droit » de Théodora dans l'exercice du pouvoir.
Selon Procope, l'impératrice appréciait son efficacité, en particulier pour éliminer les opposants politiques. La carrière de certains pontifes et ministres de l'empire fut ainsi brisée pour avoir fait obstacle à la volonté de l'augusta. Femme d'influence, Antonina joua également un rôle décisif dans le remplacement du pape Silvère par Vigile, que Théodora voulait favoriser en raison de sa sympathie pour les monophysites.
Sur le plan personnel, Antonina était mariée au général Bélisaire, ce qui présentait plusieurs avantages pour l'impératrice. Théodora se méfiait de ce talentueux général qui avait brillamment mené plusieurs campagnes militaires en Afrique et en Italie. Elle craignait que cette gloire soudaine ne lui donne envie de se proclamer roi en Italie avec la bénédiction des Goths, voire de renverser Justinien. Le fait qu'Antonina soit mariée à Bélisaire lui permettait de garder une oreille sur les éventuelles ambitions politiques de son mari.
Antonina suivait Bélisaire durant ses différentes campagnes et entretenait une correspondance séparée avec l'impératrice. Celle-ci était ainsi informée de la situation. En tant que secrétaire de Bélisaire, Procope rapporte dans ses écrits la teneur de certains de leurs échanges. Lorsque Bélisaire fut rappelé d'Italie et envoyé combattre les Perses qui avaient rouvert les hostilités en 541, Théodora aurait notamment fait part de ses inquiétudes à Antonina. Elle l'interrogea sur la possibilité d'un retour des Goths en Italie. Soucieuse de défendre les monophysites, elle lui demanda également comment elle interprétait le comportement du pape Vigile, qu'elle avait soutenu et qui s'était pourtant montré réticent à faire preuve d'ouverture dans le domaine religieux. Selon Procope, Antonina se serait montrée évasive. Elle craignait surtout que l'impératrice ne confisqua les richesses que son mari avait amassées durant ses campagnes et qu'elle administrait avec son amant Théodose. « Tisseuse de mensonges », elle détourna l'attention de l'impératrice sur le ministre Jean de Cappadoce, qu'elle accusait de rogner dans les dépenses et de ne pas fournir assez d'hommes et de ressources à son mari, ce qui confirma Théodora dans son opinion que celui-ci représentait une menace pour l'Empire.

### Narsès, le favori

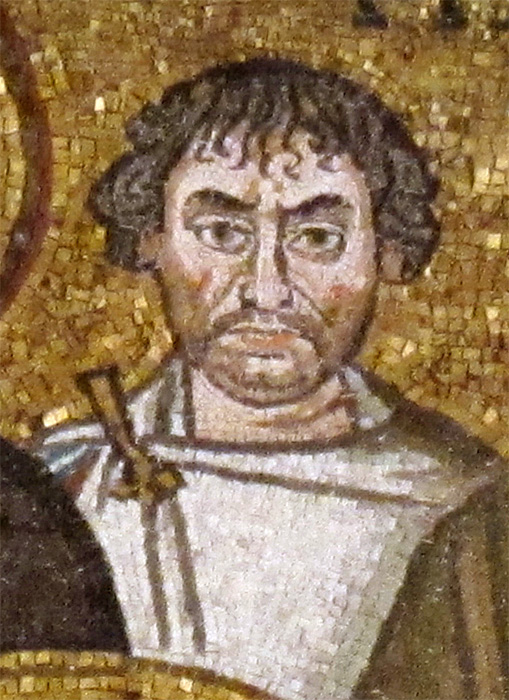
Homme traditionnellement identifié comme Narsès, sur une mosaïque de la basilique de Saint-Vital à Ravenne.

Au pouvoir, Théodora s'entoura également d'hommes de confiance, parmi lesquels on trouve en premier lieu Narsès, le chef des eunuques du Palais.
L'historien byzantin Agathias le Scholastique le décrit comme un homme habile ayant la capacité de s'adapter à son époque. Originaire d'une famille noble d'Arménie, sa loyauté et son intelligence lui avaient permis de devenir à 50 ans le chambellan de l'empereur Justinien. Son âge avancé, à peu près celui de Justinien, en faisait un interlocuteur idéal pour la jeune impératrice. L'augusta appréciait son expérience et sa discrétion. C'est ainsi qu'il devint son favori.
À l'aise sur les champs de bataille, Narsès l'était également dans les intrigues de cour. Il aurait notamment été le coordinateur d'un réseau d'espions personnels de l'impératrice, en complément des fonctionnaires du palais. Son soutien dans sa lutte contre Jean de Cappadoce et son rôle décisif lors de la révolte de Nika lui valurent de gagner définitivement la confiance de Théodora.

### Jean de Cappadoce, le rival
Parmi les adversaires politiques de Théodora, le plus connu est Jean de Cappadoce, le préfet du prétoire d'Orient (sorte de premier ministre de l'époque), qui avait gagné la confiance de Justinien grâce à ses compétences financières et ses capacités de réformateur. Il avait néanmoins commis l'imprudence de prendre Théodora de haut et d'essayer de la discréditer auprès de l'empereur. Ambitieux, il espérait également pouvoir élargir ses attributions et faire de la préfecture du prétoire un contre-pouvoir. Percevant la menace, l'impératrice organise alors une machination pour le discréditer.
Le gouverneur étant quelqu'un de méfiant et de difficile à approcher, elle décide de lui tendre un piège. Elle demande à son amie d'enfance, Antonina, d'approcher la fille de Jean de Cappadoce, Euphémie, et de gagner sa confiance. Jouant la comédie, Antonina fait croire à Euphémie qu'elle partage sa haine de l'impératrice. Elle lui affirme également que son mari, Bélisaire, estime avoir été mal récompensé par Théodora et Justinien, et qu'il soutiendra la première initiative qui permettrait de les renverser. La jeune fille rapporte tout à son père et le convainc de rencontrer discrètement Antonina dans sa maison de campagne. Ce rendez-vous est en fait un piège, car Théodora a caché dans la maison deux hommes de confiance, dont l'un n'est autre que Narsès, chef des eunuques du palais. Théodora lui demande de supprimer purement et simplement Jean de Cappadoce si celui-ci se rend coupable de trahison.
Jean de Cappadoce se présente comme convenu au rendez-vous fixé par Antonina. Habile manipulatrice, celle-ci lui fait prendre des engagements démontrant sa volonté de renverser le pouvoir. À ce moment-là, les deux hommes de Théodora font irruption dans la pièce. Après une courte lutte, Jean de Cappadoce parvient à s'enfuir mais commet l'erreur de demander l'asile dans une église voisine. Celle-ci étant hors du périmètre de la justice impériale, ce geste est perçu comme une preuve de culpabilité.
Les soupçons sur un prétendu complot pour renverser Justinien étant malgré tout insuffisants pour faire tomber Jean de Cappadoce, Théodora l'accuse d'avoir également fait assassiner un évêque avec qui il était en conflit. En mai 541, Jean de Cappadoce est arrêté et emprisonné, avant d'être envoyé en exil en Égypte. Il ne revient à Constantinople qu'à la mort de Théodora, mais ne jouera plus aucun rôle politique.
Malgré les qualités que Justinien reconnaissait à Jean de Cappadoce, sa popularité lui faisait de l'ombre. Il est donc probable qu'il ait laissé les mains libres à Théodora afin de le débarrasser d'un ministre, certes compétent mais trop indépendant à son goût.

## Famille et enfants
Elle n'a pas d'enfant de Justinien mais elle a une fille, Théodora, née vers 515 (soit avant leur rencontre), qui se marie avec Flavius Anastasius Paulus Probus Sabinianus Pompeius, un membre de la famille du défunt empereur Anastase, avec qui elle aura trois enfants, Anastase, Jean et Athanase.
La sœur aînée de Théodora, Comito, se marie en 528 ou 529 avec le général Sittas, l'un des collaborateurs de Justinien. De leur union naît une fille nommée Sophie, que Théodora marie au neveu de Justinien, le futur Justin II et qui deviendra à son tour impératrice de Byzance.

## Postérité
Son influence sur Justinien fut telle qu'il continua, après sa mort, à s'efforcer de préserver l'harmonie entre monophysites et dyophysites au sein de l'Empire, et il respecta sa promesse de protéger la petite communauté de réfugiés monophysites dans le palais Hormisdas.
Après sa mort, la ville d'Olbia en Cyrénaïque (région de l'actuelle Libye) a été rebaptisée « Theodoria », en l'honneur de l'impératrice. La ville, aujourd'hui appelée Qasr Libya (en), est connue pour ses splendides mosaïques datant du VIe siècle.
Tout comme son mari Justinien, elle est une sainte de l'Église orthodoxe et est commémorée le 14 novembre.

## Théodora dans l'art et la culture

### Mosaïques
Théodora et Justinien sont représentés sur les mosaïques de la basilique Saint-Vital de Ravenne en Italie. Ces mosaïques, qui ont été complétées après leur mort, existent encore aujourd'hui.
En 1953, des archéologues ont également découvert une mosaïque romaine représentant une impératrice byzantine sur le site archéologique de Carthage en Tunisie.
La datation de cette œuvre, intitulée La Dame de Carthage, n'est pas connue avec précision. Cependant la tenue du personnage féminin, mélancolique et grave, en fait une pièce typique des mosaïques de l'Antiquité tardive.
Certains chercheurs, comme Mohamed Yacoub, la datent de la seconde moitié du Ve siècle,. D'autres la datent plutôt du VIe siècle, et y voient une représentation de l'impératrice Théodora, même si ce n'est pas certain.

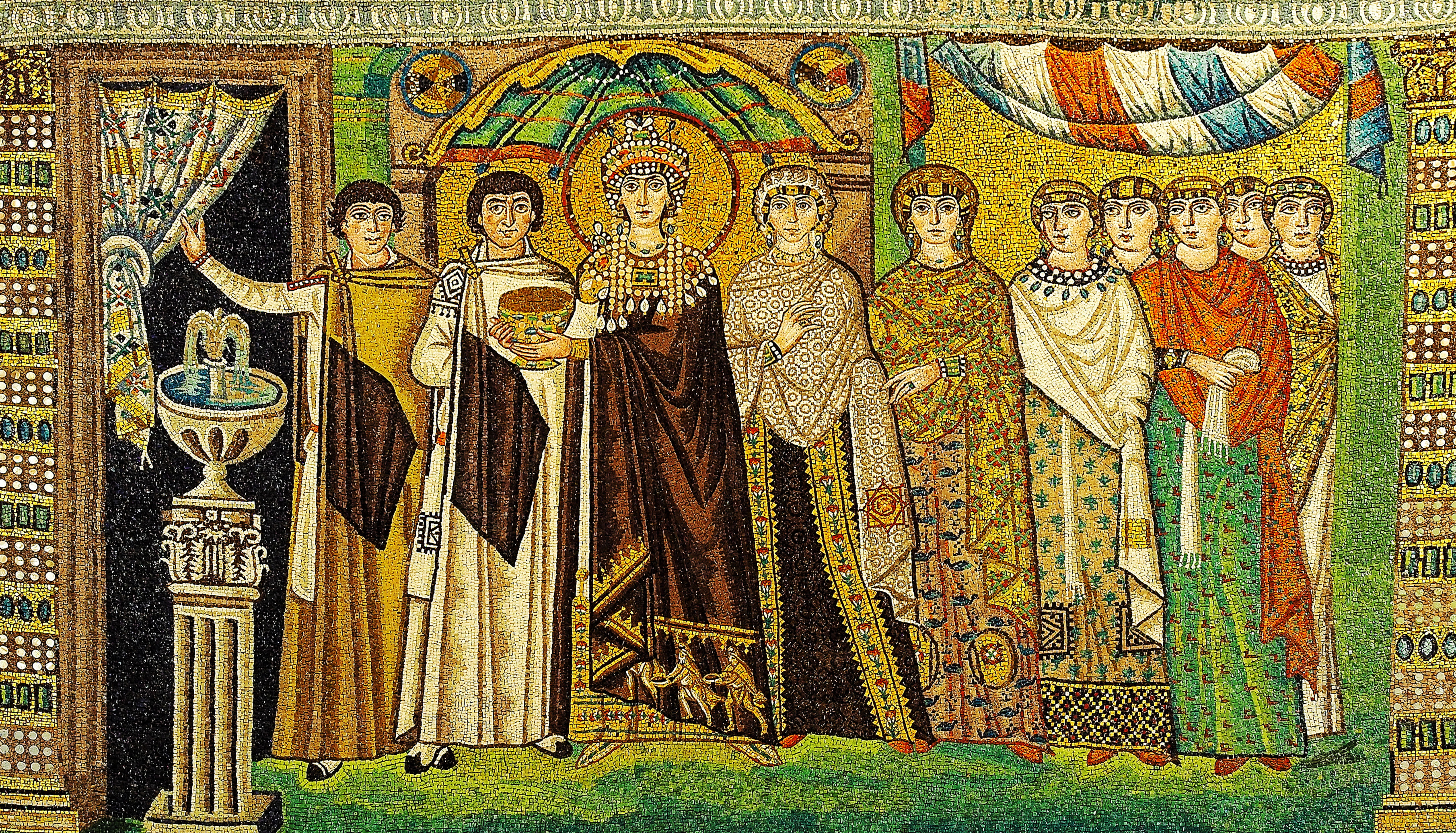
L'impératrice Théodora et sa cour (basilique Saint-Vital de Ravenne)
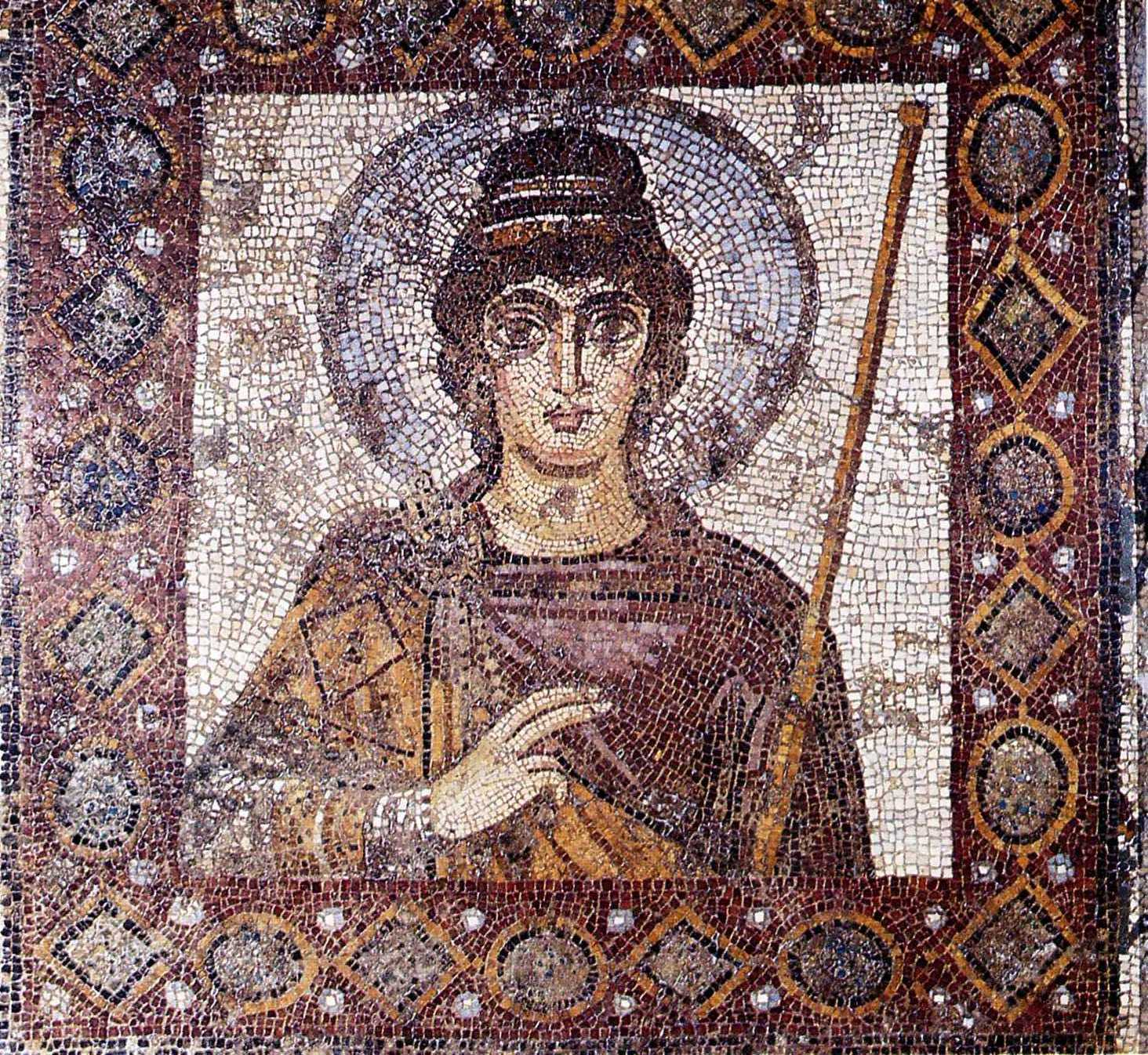
La Dame de Carthage (Tunisie)

### Théâtre

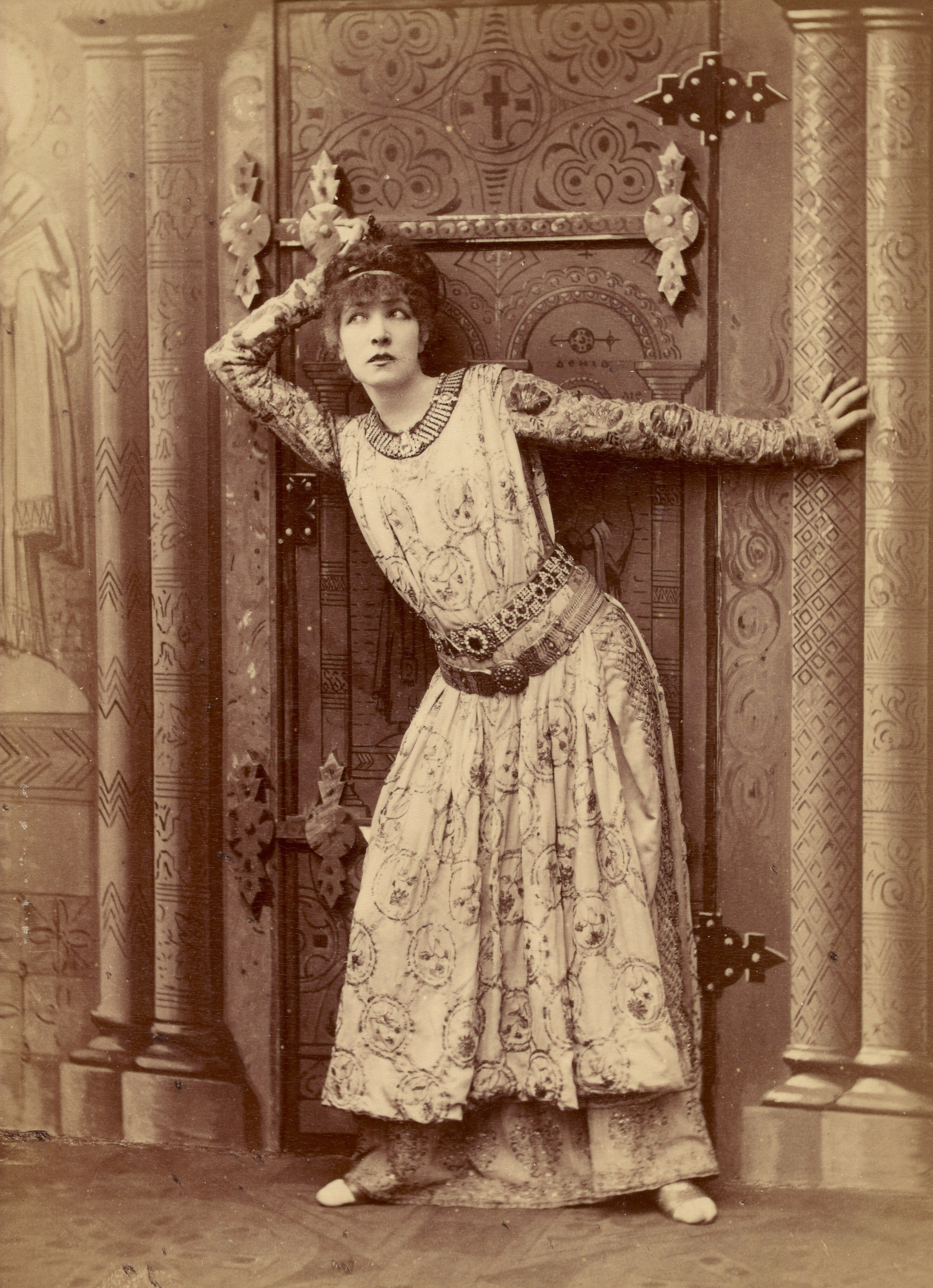
Sarah Bernhardt dans le rôle de Théodora, en 1884.

En 1884, l'écrivain et dramaturge français Victorien Sardou lui dédie un drame en cinq actes intitulé Théodora. Dans celui-ci, Sardou prend volontiers ses distances avec la réalité historique. Alors qu'elle est déjà mariée à Justinien, Théodora y incarne une amoureuse passionnée qui s'entiche d'un jeune homme nommé Andréas, avec lequel elle vit un amour impossible. Leur relation tourne mal. Théodora assiste impuissante à la mort de son amant qu'elle a empoisonné par erreur, avant d'être étranglée par Justinien. Lors de la représentation de la pièce, l'impératrice est alors jouée par Sarah Bernhardt.
Cette pièce s'intègre dans un renouveau de la perception de l'époque byzantine. Quelque peu dénigrée sous les Lumières, elle connaît un intérêt plus marqué alors que l'orientalisme se développe. Théodora incarne alors l'image de la femme fatale et séductrice. Paul Adam reprend cet archétype de la princesse byzantine dans ses romans, comme Les Princesses byzantines en 1893, qui s'inspirent librement de l'histoire byzantine.
Ce renouveau concerne aussi l'histoire en tant que science avec l'apparition de byzantinologues comme Charles Diehl qui, en réaction à la pièce de Sardou, publie Théodora, impératrice de Byzance en 1903, proposant une vision plus austère de la princesse.

### Cinéma

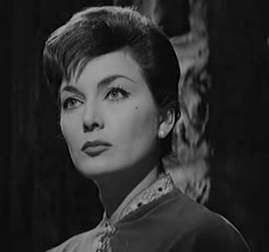
Photographie de Gianna Maria Canale, l'interprète de Théodora dans Théodora, impératrice de Byzance de Riccardo Freda.

Plusieurs films relatent la vie de Théodora dès l'époque du cinéma muet.
En 1912, le cinéaste français Henri Pouctal adapte au cinéma la pièce de Victorien Sardou. En 1921, l'Italien Leopoldo Carlucci réalise Théodora (Teodora), un film muet en noir et blanc.
En 1952, Riccardo Freda lui consacre un film, intitulé Théodora, impératrice de Byzance, avec Gianna Maria Canale dans le rôle de Théodora et Georges Marchal dans celui de Justinien. Le film retrace la vie de l'impératrice, de sa rencontre avec Justinien à ses combats politiques contre l'aristocratie opposée aux réformes de Justinien.
Théodora est également un des personnages du film d'aventure Pour la conquête de Rome I de Robert Siodmak. Dans celui-ci, l'impératrice est incarnée par l'actrice italienne Sylva Koscina.

### Télévision
En 1984, Théodora fait partie des figures historiques traitées dans la troisième saison de l'émission culturelle Les Grands Esprits diffusée sur Radio-Canada. Dans cette émission, l'animateur Edgar Fruitier s'entretient avec des personnages historiques ayant vécu à des époques différentes,.
À cette occasion, Théodora est interprétée par l'actrice québécoise Paule Baillargeon,.

### Littérature

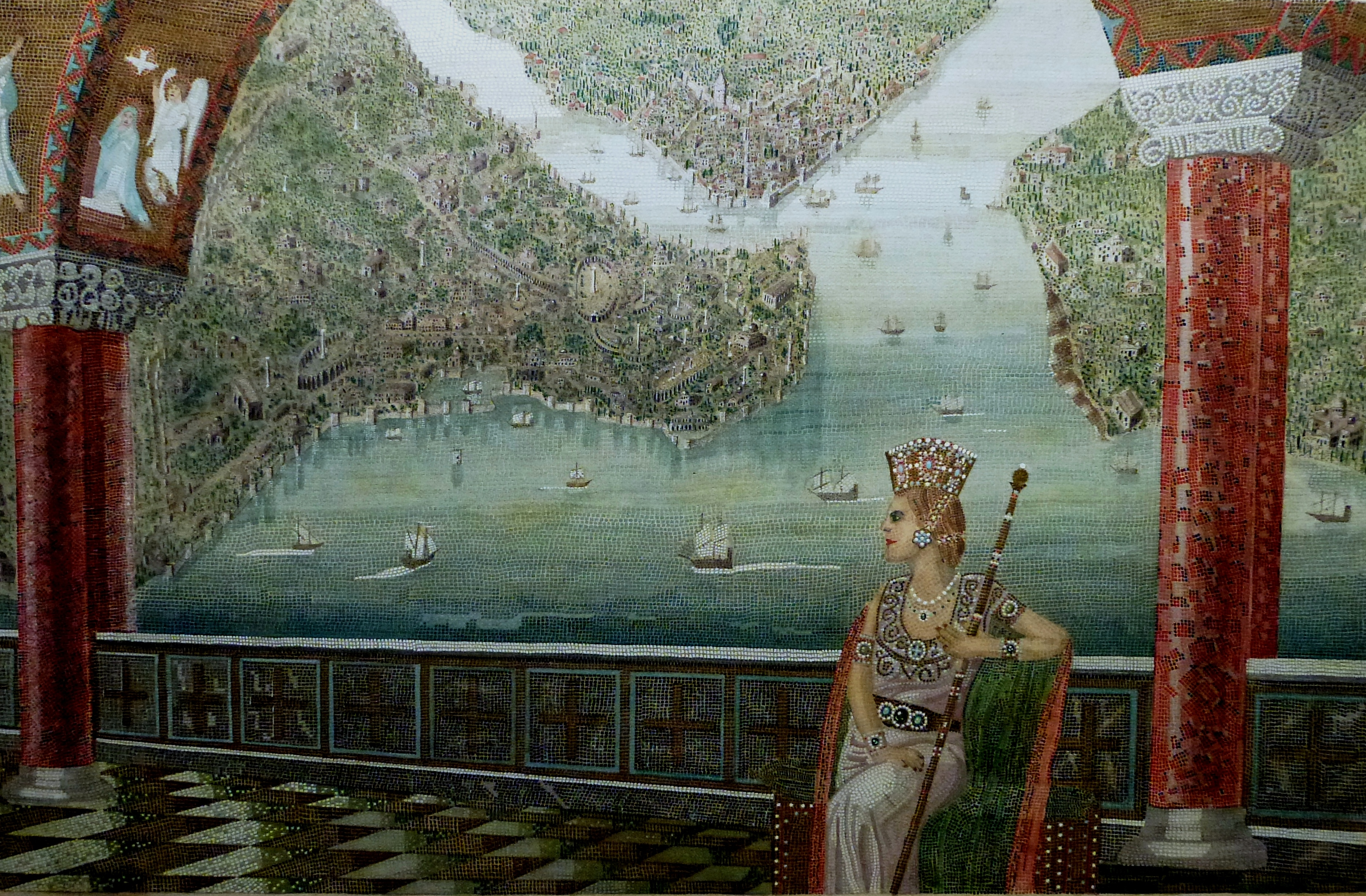
Théodora - d'après Alexandre Raymond (1872-1941)

Durant la deuxième moitié du XXe siècle, le personnage de Théodora inspire les auteurs de romans. En 1949, l'écrivain français Paul Reboux écrit un roman historique Théodora, saltimbanque puis impératrice. En 1953, la princesse Bibesco écrit un roman sur la jeunesse de l'impératrice, Théodora, le cadeau de Dieu. En 1988, Michel de Grèce écrit un roman sur sa vie, intitulé Le Palais des larmes. En 2002, Odile Weulersse, agrégée de philosophie, publie également un roman, Théodora, impératrice et courtisane, réédité en 2015 sous le titre La poussière et la pourpre.
Dans la littérature francophone, on peut également citer le roman de Guy Rachet, intitulé Théodora, qui décrit son ascension jusqu'au trône. En 1990, Jean d'Ormesson écrit également un roman, l'Histoire du Juif errant, dans laquelle le héros rencontre Théodora à l'occasion de la sédition Nika et lui conseille de se battre. Par ailleurs, l'histoire de Théodora racontée par Procope de Césarée est l'élément de fond de l'intrigue du roman policier de Jim Nisbet, The Syracuse Codex ou The Bottomfeeders (2004), ouvrage publié en français sous le titre Le Codex de Syracuse.
L'impératrice Théodora apparaît également dans la littérature de science-fiction, comme Les Temps parallèles de Robert Silverberg (1969) où elle permet au héros, le voyageur temporel Jud Elliott III d'assouvir ses fantasmes.
Théodora est enfin l'un des personnages principaux de la série de bande dessinée Maxence, de Romain Sardou et Carlos Rafael Duarte parue aux éditions Le Lombard (2014).

### Peinture
Dans le domaine pictural, de nombreux hommages postérieurs lui sont rendus et plus particulièrement au XIXe siècle avec la veine orientaliste. C'est notamment le cas du peintre français Benjamin-Constant, ce dernier ayant réalisé en 1887 deux portraits fictifs de l'impératrice byzantine :
- le premier, L'Impératrice Théodora, présente l'impératrice, parée de perles et de bijoux, assise sur son trône. Elle semble esquisser un sourire. Le portrait, iconique, n'est pas sans rappeler celui de la basilique Saint-Vital de Ravenne[144] ;
- le second, L'Impératrice Théodora au Colisée, montre l'impératrice dans sa loge de l'hippodrome, bras et épaules nus, vêtue d'une robe fauve. Le titre est trompeur, Théodora ne s'étant jamais rendue au Colisée à Rome[144].

D'autres artistes ont réalisé un portrait de Théodora par le prisme de l'actrice contemporaine Sarah Bernhardt, qui a incarné le rôle de cette dernière au théâtre. Des portraits du nom de Sarah Bernhardt en Théodora voient ainsi le jour au début du XXe siècle par le biais des peintres Georges Clairin, en 1902, et Michel Simonidy, en 1903. On citera aussi l'architecte orientaliste Alexandre Raymond qui, en 1940, lui consacra 14 dessins sous la forme de mosaïques.

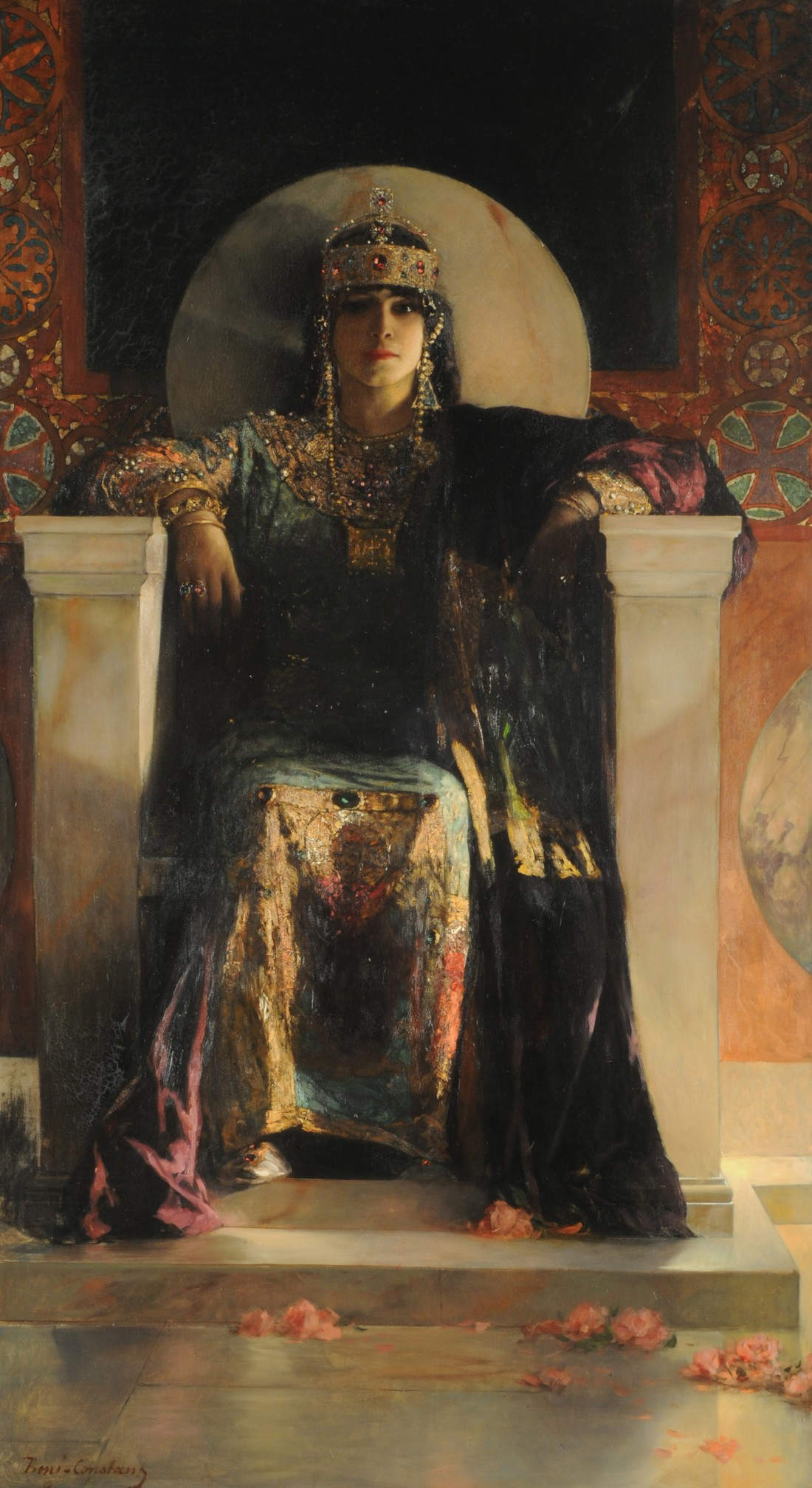
Benjamin-Constant, L'Impératrice Théodora, 1887.
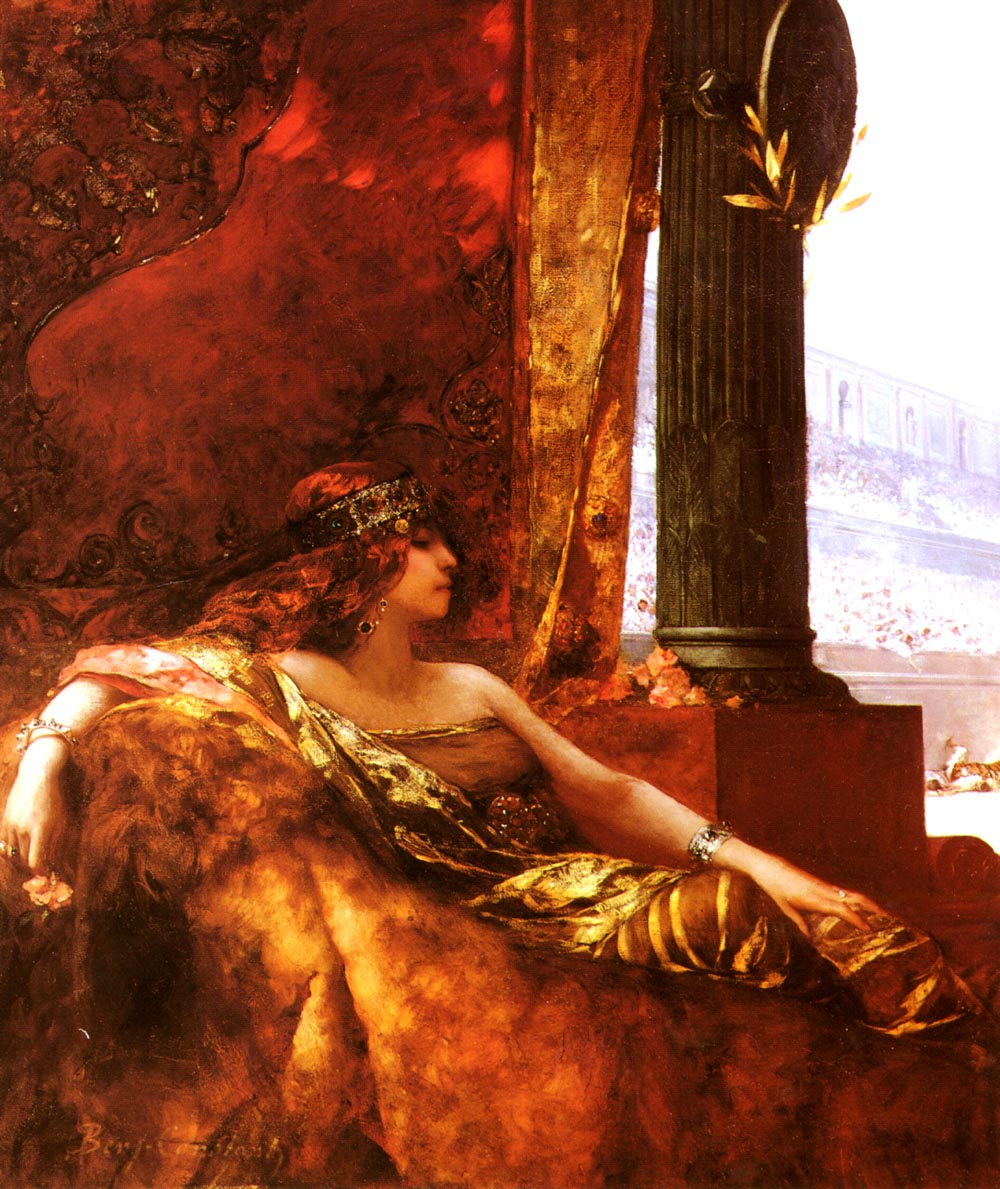
Benjamin-Constant, L'Imperatrice Theodora au Colisée, v. 1887.
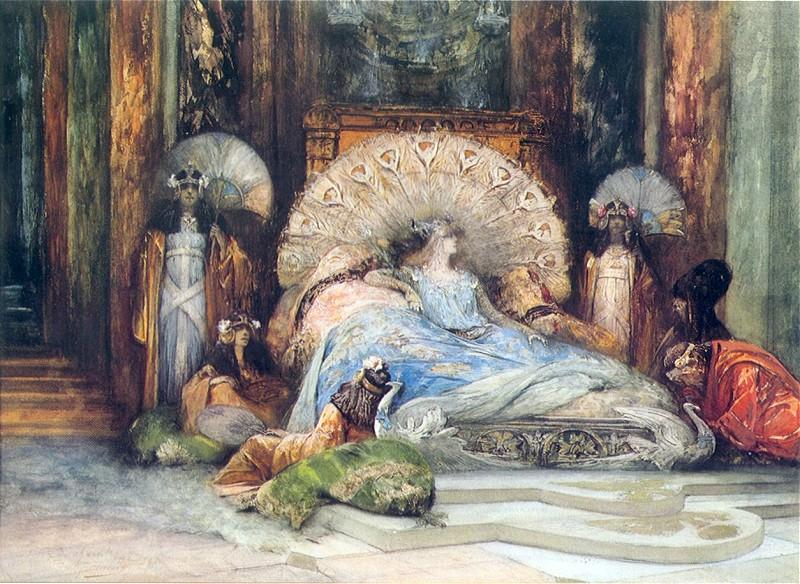
Georges Clairin, Sarah Bernhardt en Théodora, 1902.
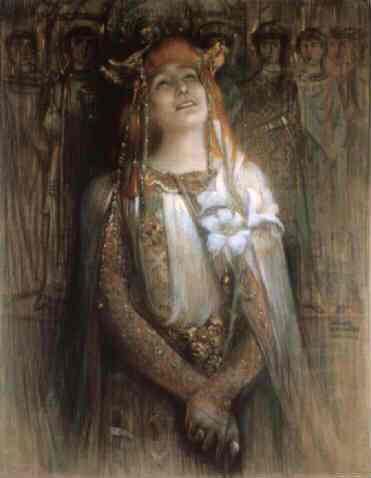
Michel Simonidy, Sarah Bernhardt en Théodora, 1903.

### Jeux vidéo
- Dans le jeu Civilization V: Gods and Kings développé par Firaxis Games, Théodora est la dirigeante de l'Empire byzantin.
- Dans le jeu Civilization VI : Pass Dirigeants développé par Firaxis Games, Théodora est la deuxième dirigeante de l'Empire byzantin après l'empereur Basile II.